# Olympische Sommerspiele 1968
| Medaillenspiegel               | Medaillenspiegel   | Medaillenspiegel | Medaillenspiegel | Medaillenspiegel | Medaillenspiegel |
| Platz                          | Land               | G                | S                | B                | Ges.             |
| ------------------------------ | ------------------ | ---------------- | ---------------- | ---------------- | ---------------- |
| 1                              | Vereinigte Staaten | 45               | 28               | 34               | 107              |
| 2                              | Sowjetunion        | 29               | 32               | 30               | 91               |
| 3                              | Japan              | 11               | 7                | 7                | 25               |
| 4                              | Ungarn             | 10               | 10               | 12               | 32               |
| 5                              | DDR                | 9                | 9                | 7                | 25               |
| 6                              | Frankreich         | 7                | 3                | 5                | 15               |
| 7                              | Tschechoslowakei   | 7                | 2                | 4                | 13               |
| 8                              | BR Deutschland     | 5                | 11               | 10               | 26               |
| 9                              | Australien         | 5                | 7                | 5                | 17               |
| 10                             | Großbritannien     | 5                | 5                | 3                | 18               |
| …                              | …                  | …                | …                | …                | …                |
| 32                             | Österreich         | –                | 2                | 2                | 4                |
| 33                             | Schweiz            | –                | 1                | 4                | 5                |
| Vollständiger Medaillenspiegel |                    |                  |                  |                  |                  |

Die Olympischen Sommerspiele 1968 (offiziell Spiele der XIX. Olympiade genannt) fanden vom 12. bis zum 27. Oktober 1968 in Mexiko-Stadt statt. Die Hauptstadt Mexikos setzte sich auf der 61. IOC-Session in Baden-Baden gegen die Mitbewerber Detroit, Lyon und Buenos Aires durch. An den Spielen nahmen 5516 Athleten (4735 Männer und 781 Frauen) aus 112 Nationen teil. Erfolgreichste Nation waren die USA vor der Sowjetunion und Japan. Die erfolgreichsten Sportler waren die Turnerin Věra Čáslavská (Tschechoslowakei) mit vier Gold- und zwei Silbermedaillen und der japanische Turner Akinori Nakayama mit vier Gold- und einer Silbermedaille.
Die Olympischen Spiele 1968 markierten einen Höhepunkt der olympischen Leichtathletikwettbewerbe, bei denen 17 Weltrekorde aufgestellt wurden. Herausragend war dabei vor allem Bob Beamons Weitsprungweltrekord, der als „Sprung ins nächste Jahrhundert“ bezeichnet wurde und heute noch immer olympischer Rekord ist. Aufsehen erregte auch die „Black Power“-Geste der beiden US-Sprinter Tommie Smith und John Carlos, die im Rennen über 200 Meter Gold und Bronze gewannen, im Anschluss an ihren Podiumsprotest allerdings vom amerikanischen Komitee des olympischen Dorfes verwiesen wurden und das Land binnen 48 Stunden verlassen mussten.
In Mexiko-Stadt traten erstmals die beiden deutschen Staaten mit getrennten Mannschaften, aber immer noch ohne ihre Flaggen und verschiedenen Hymnen an. Nachdem 40 afrikanische Staaten mit Boykott gedroht hatten, wurde Südafrika ebenso wie Rhodesien von den Olympischen Spielen ausgeschlossen. 1968 fanden erstmals Dopingtests statt. Die Olympischen Spiele 1968 waren außerdem die ersten, die in einem Entwicklungsland ausgetragen wurden.

## Wahl des Austragungsortes
Mexiko-Stadt bewarb sich erstmals 1949 in Rom um die Austragung der Olympischen Spiele 1956, schied jedoch bereits in der zweiten Runde der Abstimmung aus. In der Folge richtete Mexiko erfolgreich sportliche Großereignisse aus: 1954 fanden die Zentralamerika- und Karibikspiele und im März 1955 die Panamerikanischen Spiele in Mexiko-Stadt statt. Auf den daraus resultierenden Erfahrungen und den existierenden guten Sportstätten basierte die zweite Bewerbung um Olympische Spiele im Jahr 1955 bei der IOC-Session in Paris. Nachdem Mexiko-Stadt im ersten Wahlgang aber nur sechs Stimmen erhalten hatte, wurde die Kandidatur zurückgezogen. Für die Olympischen Spiele 1964 bewarb sich Mexiko-Stadt nicht erneut, unternahm aber eine Bewerbung um die Olympischen Sommerspiele 1968.
Unter der Leitung des Staatspräsidenten Adolfo López Mateos wurde eine 180 Seiten umfassende Broschüre erstellt, in der die Bewerbung von Mexiko-Stadt begründet und ausführlich dargestellt wurde. Sie wurde am 7. September 1962 beim IOC eingereicht. Diese Art der Präsentation war zu dieser Zeit noch nicht üblich, sie enthielt neben den Antworten auf den IOC-Fragebogen auch Informationen zur Geschichte des Landes, Darstellungen der Sportstätten, Klimainformationen und ärztliche Informationen über die Auswirkungen der Höhe auf die Sportler. Zudem ließ López Mateos bereits am 28. Mai 1963 ein provisorisches Organisationskomitee gründen, um die Ernsthaftigkeit der Bewerbung zu unterstreichen. Des Weiteren erklärte sich Mexiko bereit, die Kosten für einen früheren Aufenthalt der Mannschaften zur Akklimatisierung an die Höhenlage zu übernehmen.
Die Entscheidung über den Austragungsort fiel auf der IOC-Session 1963 in Baden-Baden. Die Versammlung war kurzfristig nach Deutschland verlegt worden, nachdem der eigentliche Austragungsort Nairobi nach Konflikten um die Teilnahme Südafrikas ausgefallen war. Bei der Abstimmung am 18. Oktober, vor der erstmals Fragen an die Kandidaten gerichtet werden konnten, setzte sich Mexiko-Stadt bereits im ersten Wahlgang mit 30 Stimmen gegen die Mitbewerber Detroit, Lyon und Buenos Aires durch. Diese Entscheidung war eine Überraschung. Lyon und Detroit hatten keine Chance, da sie in Ländern lagen, die aufgrund der NATO-Mitgliedschaft nach der Krise 1961 infolge des Baus der Berliner Mauer und nach Einschränkung für die Westmächte Athleten aus der DDR blockiert hatten. IOC-Präsident Avery Brundage selbst bevorzugte Mexiko-Stadt und sah die USA als zu tief in den Kalten Krieg verwickelt an.

## Vorbereitungen

### Organisation

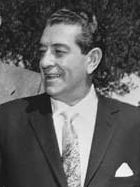
Adolfo López Mateos, zeitweiliger Präsident des Organisationskomitees.

Nach der geglückten Bewerbung wurde das provisorische Organisationskomitee in das Comité Organizador de los Juegos de la XIX Olimpiada umgewandelt. Die Leitung übernahm erst das IOC-Mitglied José Clark Flores, während das Präsidentenamt des Organisationskomitees vorerst unbesetzt blieb. Als Vizepräsidenten wurden Agustín Legorreta und Pedro Ramírez Vázquez eingesetzt, die außerdem die Finanz- beziehungsweise die Bauverwaltung leiteten. Nach der Präsidentschaftswahl im Jahr 1964 ernannte das neu gewählte Staatsoberhaupt Gustavo Díaz Ordaz, der Schirmherr des Organisationskomitees war, seinen Vorgänger Adolfo López Mateos zum Präsidenten des Organisationskomitees. Dieser musste aber Mitte 1966 von diesem Amt zurücktreten, weil er schwer erkrankt war. Seine Nachfolge als OK-Präsident übernahm Pedro Ramirez Vázquez. Wichtige Entscheidungen behielt sich jedoch der mexikanische Präsident vor. Kurz nach der Ernennung wies der IOC-Präsident Ramirez Vázquez darauf hin, dass das negative Image der Olympiavorbereitungen verbessert werden müsse. Auf einer Pressekonferenz versicherte dieser daraufhin, dass die Olympiavorbereitungen im sozial verträglichen Rahmen bleiben würden. Er veränderte die Ausrichtung von Mateos Ziel – eine Erhöhung der Ausgaben als Antrieb für wirtschaftlichen Aufschwung und Stadtentwicklung – hin zu Effizienz und Nützlichkeit und wollte verstärkt auf bereits bestehende kulturelle Ressourcen und Infrastruktur zurückgreifen. Mexiko sollte nicht dem japanischen Beispiel mit hohen Ausgaben und hoher Verschuldung folgen. Dieser Wandel in der Herangehensweise erhielt auch die öffentliche Unterstützung des IOC-Präsidenten. Eine der ersten Ankündigungen von Ramirez Vázquez war außerdem die Kulturolympiade, mit der er das Engagement der Mexikaner und deren Unterstützung der Olympischen Spiele stärken wollte. Zudem sollte sie auch nach außen hin wirken und der Kritik ein positives Bild entgegensetzen.
Das Organisationskomitee hatte ab dem 25. Juli 1967 den Rang einer Staatsorganisation. Es hatte sieben Direktoren, die für Kultur, Öffentlichkeitsarbeit, Besucherbetreuung, Verwaltung, Sporttechnik, Programmkontrolle und Kontrolle der Sportanlagen zuständig waren. Außerdem gab es einen Leiter der olympischen Hilfstruppen und weitere 18 Spezialabteilungen. Das Organisationskomitee beschäftigte während der Olympischen Spiele 14.531 Mitarbeiter, hinzu kamen noch Armeeangehörige und Pfadfinder als Hilfspersonal.
Trotz der großen Zahl bereits existierender Sportstätten löste die Olympiavorbereitung den Bau weiterer Anlagen aus. Die Verwaltungsbehörde des Bundesdistriktes, die Nationalbank für Staatsbauten und das Ministerium für Staatsbauten errichteten für 670 Millionen Pesos neue Gebäude. So entstanden das Centro Deportivo Olimpico Mexicano und das olympische Dorf Libertador Miguel Hidalgo mit den Hallen für die Wettbewerbe im Ringen und Boxen. Wegen Diskussionen um die Finanzierung kam es bei den Bauarbeiten jedoch zu Verzögerungen, die zusammen mit dem Hinweis auf die Höhenproblematik etwa das Olympische Komitee der USA erklären ließen, dass es bereit sei, die Austragung der Spiele kurzfristig zu übernehmen.
Insgesamt kosteten die Olympischen Spiele 1968 2,189 Milliarden Pesos, von denen die Regierung 710,2 Millionen Pesos übernahm. Außerdem wurden Einnahmen von 128,8 Millionen Pesos erzielt, wovon 80,2 Millionen auf den Verkauf der Fernsehrechte entfielen. Die 2,189 Milliarden Pesos, etwa 176 Millionen Dollar, waren ein Bruchteil der Aufwendungen Japans für die Olympischen Spiele 1964. Dennoch war es eine für das Land bedeutende Summe, die auch in den vor Beginn der Olympischen Spiele aufkommenden und dann niedergeschlagenen Studentenprotesten ein Hauptkritikpunkt war.

### Mexikanische Innenpolitik
Der mexikanische Präsident Gustavo Díaz Ordaz, dessen Amtszeit von 1964 bis 1970 reichte, war eng in die Organisation der Olympischen Spiele eingebunden. Er war aber kein Unterstützer der Spiele, sondern betrachtete diese als Hinterlassenschaft der Vorgängerregierung von Adolfo López Mateos, der ein starkes Interesse an der Austragung Olympischer Spiele im Land hatte. Mateos übernahm dann auch die Führung des Organisationskomitees nach dem Ende seiner Amtszeit. Er sah die finanziell aufwendige Ausrichtung der Olympischen Spiele 1964 in Tokio, die zu einem Schub in der Stadtentwicklung geführt hatte, als ein Vorbild für die mexikanische Hauptstadt an. Die Frage der Schwerpunktsetzung für die nationale Entwicklung wurde aber politisch und in den mexikanischen Medien kontrovers diskutiert. Als sich zwei Jahre nach der erfolgreichen Bewerbung kaum Fortschritte bei den Vorbereitungen abzeichneten und noch weniger positive Effekte der Austragung, sondern vermehrt interne und ausländische Kritik geäußert wurde, überlegte Präsident Díaz Ordaz im späten Sommer 1965, die Unterstützung für die Spiele einzustellen. Avery Brundage hingegen blieb optimistisch, vor allem auch aufgrund der engen Verzahnung des Nationalen Olympischen Komitees von Mexiko und der mexikanischen Politik. Die finanziellen Probleme und der Mangel an Glaubwürdigkeit wurden erst Ende Juni 1966 gelöst, als López Mateos seine Posten an der Spitze des Organisationskomitees aufgab. Offizieller Grund dafür waren gesundheitliche Probleme, jedoch wurde der Bruch zwischen Präsident und dem Vorsitzenden des Organisationskomitees und der Streit über die Finanzierung der Olympischen Spiele als Grund angenommen. Am 16. Juli 1966 verkündete Präsident Díaz Ordaz, dass Pedro Ramírez Vázquez der neue OK-Chef werden sollte. Dieser hatte kaum Verbindungen zum Internationalen Olympischen Komitee und der olympischen Bewegung. Er war zwar ein Mitglied des Systems, stand als Architekt zugleich aber etwas außerhalb.
Mexiko war das erste Entwicklungsland, das Olympische Spiele ausrichten durfte. In den 1960er-Jahren galt Mexiko als Land, das möglicherweise die Modernisierungstheorie erfüllen und sich in enger Anbindung an die USA erfolgreich wirtschaftlich und demokratisch entwickeln könnte. Die Frage der Unterentwicklung war deshalb ein Aspekt, den die Planer der Olympischen Spiele in ihre Überlegungen mit einbezogen und versuchten, den diesbezüglichen Diskurs zu kontrollieren. Dieser Umstand führte zum einen zu Fragen bezüglich des materiellen Aufwandes, zum anderen auch zur Frage, ob das Land überhaupt in der Lage wäre, eine solche Veranstaltung durchzuführen. Die Spiele galten als Gradmesser für das „Mexikanische Wunder“. Sie sollten nicht mehr die Leistungsfähigkeit Mexikos vor der Welt und vor allem in Bezug auf die Vereinigten Staaten von Amerika zeigen, womit sie sich von bisherigen Teilnahmen an Weltausstellungen oder auch den Jahrhundertfeierlichkeiten der Unabhängigkeit 1910 unterschieden. Sie hatten vielmehr die Funktion der Selbstvergewisserung des nationalen Selbstbewusstseins und Kosmopolitismus. Die herausgestellte Beachtung der beschränkten nationalen Ressourcen verweist auf eine eher ökonomisch denn nationalistisch geprägte Motivation hinter den Planungen sowie auf einen entspannteren Umgang mit den Spielen. Dennoch spielten auch Betonung nationaler Stärken und die Korrektur negativer Mexiko-Bilder im Ausland eine Rolle in den Planungen. Die Olympischen Spiele gelten als zentraler Punkt in der Geschichte Mexikos der 1960er-Jahre, an denen politische und wirtschaftliche Fragen kulminierten. Teile der Mexikaner sahen die Olympischen Spiele als exzessiv und verschwenderisch an. Eine wirkliche Untersuchung der Reaktion der Bevölkerung und des gesellschaftlichen Rückhalts gibt es jedoch bisher nicht.
Ab Juni 1968 gab es Proteste von Studenten, die sich ab September verstärkten, aber nicht hauptsächlich gegen die Austragung der Olympischen Spiele richteten. Die Studenten griffen jedoch auf Symbole der Spiele für ihren Protest zurück. Am 2. Oktober schlugen Militär und Geheimpolizei die Proteste mit dem Massaker von Tlatelolco nieder. In der Folge sorgten sich die mexikanischen Funktionäre um das Ansehen des Landes und eine Beschädigung der Olympischen Spiele. Vor allem US-amerikanische Zeitungen berichteten sehr kritisch über die Vorgänge, auch wenn Avery Brundage nicht beabsichtigte, die Spiele zu entziehen, und sich optimistisch äußerte, dass Mexiko sichere Spiele garantieren und die Proteste eindämmen könne. Am Tag der Eröffnung der Olympischen Spiele zeigte die New York Times auf ihrer Hauptseite statt des Olympiastadions mit der Skulptur und den farbigen Ringen einen Bildausschnitt, der diese Aspekte ausblendete und stattdessen bloß eine Kette von Soldaten vor dem Stadion zeigte.

### Sportpolitik
Die Höhenlage von Mexiko-Stadt von 2310 Metern über NN, die bei der Vergabe der Spiele kaum eine Rolle gespielt hatte, wurde im Nachhinein verstärkt diskutiert. Dies war vor allem eine Folge der entworfenen Schreckensszenarien, für die stellvertretend das dem ehemaligen Meilenweltrekordler Roger Bannister zugeschriebene Zitat „Der Tod läuft mit …“ stand. Auf der IOC-Session 1966 in Rom stellte das Internationale Olympische Komitee den Expertenberichten folgend fest, dass von der Höhe keine Gefahr für die Sportler ausgehe. Es beschloss aber, dass zur Wahrung der Chancengleichheit kein Sportler in den drei Monaten vor Olympia mehr als vier Wochen in Höhenlagen verbringen durfte. Wie bereits auf der IOC-Session in Baden-Baden angekündigt, veranstaltete das Organisationskomitee drei Internationale Sportwochen. So konnten die Athleten die Bedingungen der Höhe bereits vor den Olympischen Spielen testen. Die erste Sportwoche, an der 508 Sportler von 18 NOKs teilnahmen, fand im Oktober 1965 statt, die zweite im Oktober 1966 nutzten 784 Athleten von 25 NOKs. An der dritten Internationalen Sportwoche nahmen im Oktober 1967 schließlich 2564 Sportler von 56 NOKs teil. Diese Sportveranstaltungen trugen dazu bei, die Besorgnis ob der Auswirkungen der Höhenlage auf die Sportler zu verringern.
Die Sportmedizin und -wissenschaft beschäftigte sich im Vorfeld der Olympischen Spiele des Jahres 1968 intensiv mit den Auswirkungen der Höhe auf Sportler. Bis dahin waren die Erkenntnisse über die Auswirkungen auf den Hämoglobingehalt des Blutes nur unvollständig. Zudem änderte sich die Trainingsmethodik. So errichtete die Sowjetunion in Zaghkadsor im Kaukasus auf 2100 Metern Höhe ein Trainingszentrum, während die USA ein ähnliches Zentrum in South Lake Tahoe in Kalifornien einrichteten, wo sie zudem auf einer Tartanbahn trainieren ließen. Der Kunststoffbelag hatte 1968 seinen ersten Einsatz bei Olympischen Spielen, zudem wurde die Zeitmessung in Hundertstelsekunden eingeführt. Ebenso führte das IOC für die Olympischen Spiele 1968 in Grenoble und Mexiko-Stadt Dopingtests ein.
Im Vorfeld der Olympischen Spiele 1968 behandelte das IOC zudem erneut die deutsch-deutsche Frage. Von 1956 bis 1964 war eine gesamtdeutsche Mannschaft angetreten. Auf der IOC-Session in Madrid am 8. Oktober 1965 wurde das NOK der DDR, das seit 1955 provisorischen Status besaß, unter dem Namen Ostdeutschland anerkannt. Trotz dieser Entscheidung, die dazu führte, dass 1968 erstmals zwei deutsche Mannschaften antreten sollten, beschloss das IOC, dass die beiden NOKs erneut gemeinsam unter der Deutschlandfahne mit den olympischen Ringen ins Stadion marschieren sollten und bei den Siegerehrungen der Schlusschor aus Beethovens neunter Symphonie anstatt der Hymnen gespielt werden sollte. Zudem konnte die Berlin-Frage geklärt werden. Ost-Berlin wurde dem NOK der DDR zugehörig erklärt, West-Berlin dem NOK der BRD. Auf der IOC-Session 1968 in Mexiko-Stadt kam die Frage aber erneut auf, da das NOK der DDR die volle Souveränität erlangen wollte. Zuerst wurde eine Entscheidung jedoch mit 24 zu 17 Stimmen auf das Folgejahr vertagt. Am 12. Oktober, dem Eröffnungstag der Spiele, reagierte die IOC-Exekutive jedoch auf eine Anfrage des von der DDR entsandten IOC-Mitglieds Heinz Schöbel positiv und empfahl eine erneute Beschäftigung mit den strittigen Punkten. In der Folge wurde die Bezeichnung NOK der Deutschen Demokratischen Republik (GDR) für die Zeit ab dem 1. November 1968 zugelassen. Zugleich erhielten Nordkorea den Namen Demokratische Volksrepublik von Korea (DRPK) und die Republik China die Bezeichnung Republic of China (CRO). Da Nordkorea nicht an der Eröffnungsfeier teilgenommen und damit die getroffene Vereinbarung verletzt hatte, revidierte IOC-Präsident Avery Brundage am 14. Oktober die Entscheidung.
Südafrika war von den Olympischen Spielen 1964 in Tokio aufgrund der Apartheid ausgeschlossen worden. Das IOC versuchte in der Folge, das Nationale Olympische Komitee Südafrikas zu integrieren, was jedoch zu Protesten der afrikanischen Mitgliedsländer führte. Die neu aufgenommenen afrikanischen NOKs schlossen sich zum Supreme Council for Sports in Africa zusammen und forderten den Ausschluss Südafrikas von den Olympischen Spielen in Mexiko-Stadt. Für den Fall, dass die Forderung nicht erfüllt werden sollte, drohten sie mit dem Boykott der Spiele. Dabei fanden die afrikanischen Länder die Unterstützung muslimischer und kommunistischer Länder sowie der karibischen Staaten. Auch die westlichen Nationen unterstützten unterschiedlich stark diese Forderung. Das IOC gab dem Druck nach und schloss Südafrika von der Teilnahme aus. 1970 beschloss das IOC dann, dass Südafrika bis zum Ende der Apartheid aus der olympischen Bewegung ausgeschlossen bleiben würde. Auch Rhodesien durfte nicht teilnehmen. Dieser Schritt erfolgte von Seiten der mexikanischen Regierung, weil sie auch in Rhodesien ein Apartheidregime sah, und gegen den Willen von IOC-Präsident Avery Brundage, für den das Land nicht gegen die Olympische Charta verstieß, weil es einigen schwarzen Athleten die Teilnahme gestattete. Im Vorfeld der Olympischen Spiele 1972 in München setzte das Supreme Council for Sports in Africa ebenfalls einen offiziellen Bann gegen Rhodesien durch.

## Gebäude

### Sportstätten

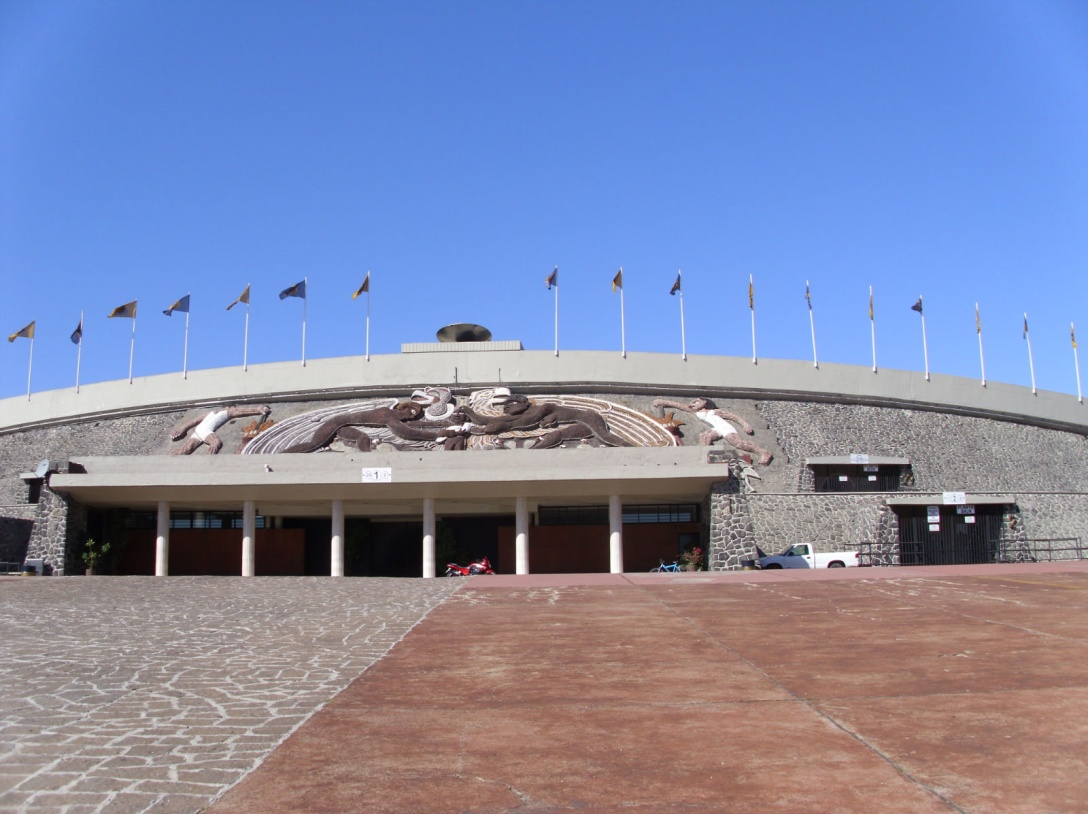
Das Estadio Olimpico de la Ciudad Universitaria war der zentrale Austragungsort der Olympischen Spiele 1968.

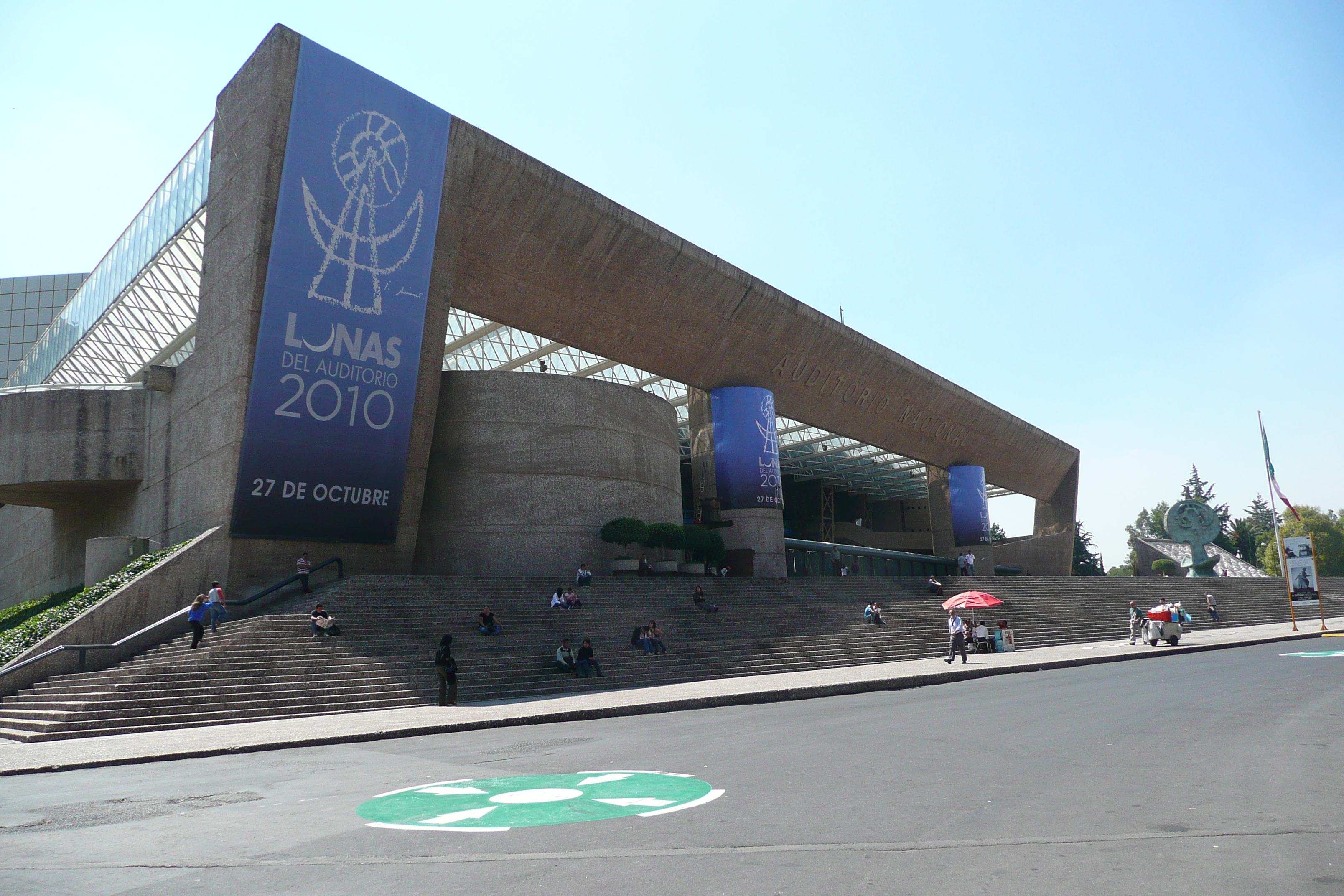
Im Auditorio Nacional fanden die Wettkämpfe im Turnen statt.

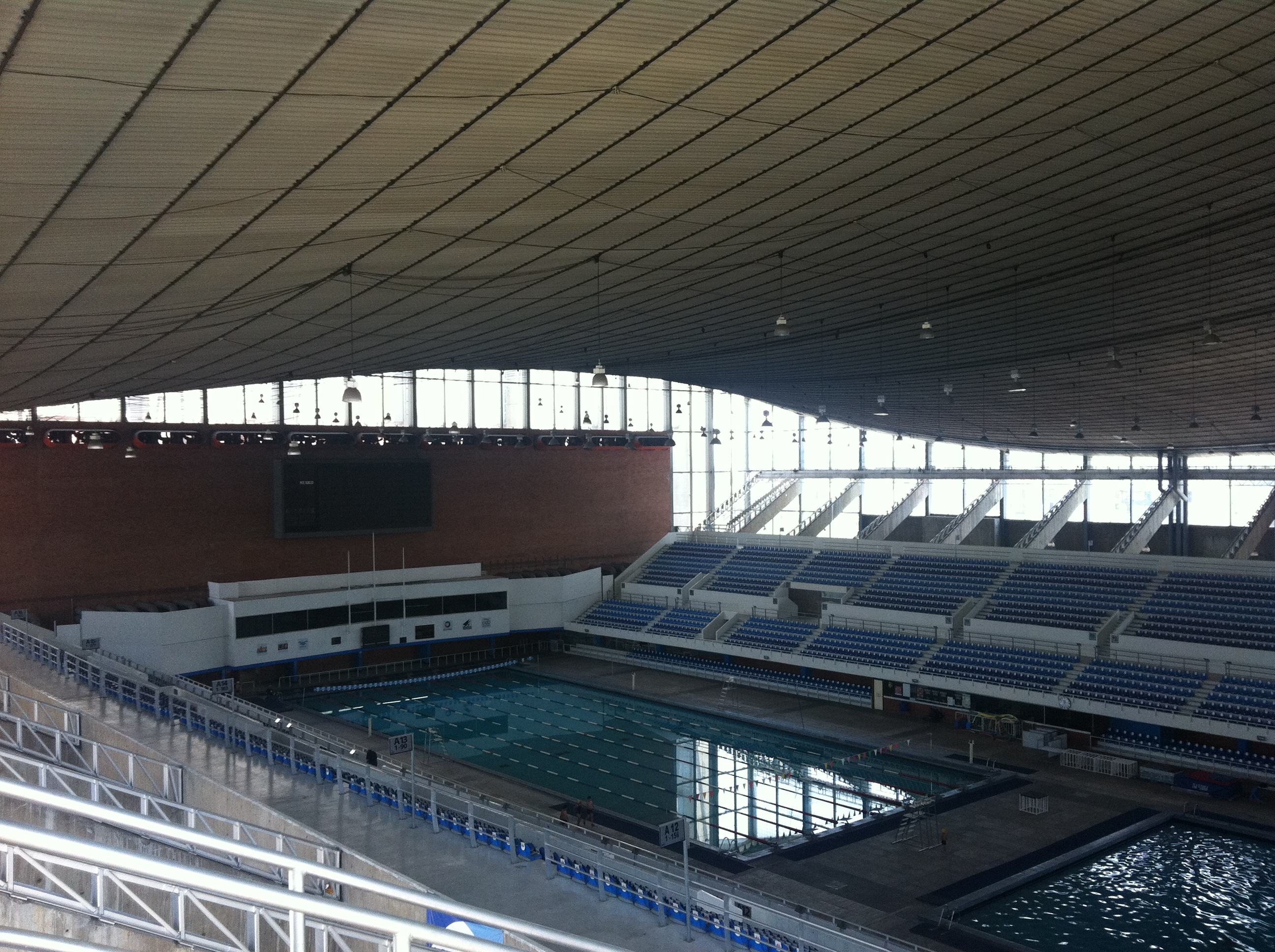
Im Alberca Olímpica Francisco Márquez wurden die Schwimmwettkämpfe ausgetragen.

Als Olympiastadion für die Olympischen Spiele 1968 wurde das 1953 eröffnete Estadio Olimpico de la Ciudad Universitaria im Südwesten Mexiko-Stadts genutzt. Es wurde für die Spiele jedoch umgebaut. Die Mosaikfresken von Diego Rivera an der Außenwand des Stadions blieben unvollendet, da der Künstler während der Arbeiten verstarb. Es war der Schauplatz der Eröffnungs- und Schlussfeier und Austragungsort der Leichtathletikwettbewerbe, wobei der Marathon auf dem Zocalo gestartet wurde. Am Schlusstag fand zudem der Mannschaftswettbewerb im Springreiten im Olympiastadion statt. Die Dressurwettbewerbe und das Einzelspringen wurden im Pferdesportzentrum Campo Marte nahe dem Chapultepec-Park veranstaltet, die Wettbewerbe in der Vielseitigkeit fanden im Club de Golf Avándaro in Valle de Bravo, rund 160 Kilometer von Mexiko-Stadt entfernt, statt.
Austragungsstätte der Turnwettkämpfe war das 1952 errichtete Auditorio Nacional. Die Boxkämpfe fanden in der Arena México statt, die in den 1950er-Jahren gebaut worden war. In der Pista de Hielo Insurgentes wurden die Wettkämpfe im Ringen ausgetragen, das Gewichtheben im 1953 eröffneten Teatro de los Insurgentes. Im September 1967 war die Fechthalle Fernando Montes de Oca fertiggestellt worden, in der sowohl die Fechtwettbewerbe wie auch das Fechten des Modernen Fünfkampfes ausgetragen wurden. Das Reiten und Laufen des Fünfkampfes wurden auf dem Campo Militar 1 veranstaltet, der auch die temporären Anlagen für den Schießsport beheimatete. Im Alberca Olímpica Francisco Márquez fanden die Wettbewerbe im Schwimmen und im Wasserspringen sowie das Schwimmen des Fünfkampfes statt. Zudem wurde darin wie auch in der Schwimmhalle der Universidad Nacional Autónoma de México Wasserball gespielt.
Im kurz vor den Spielen eröffneten Velódromo Olímpico Agustín Melgar fanden die Bahnradrennen statt, während die Straßenrennen auf einem Innenstadtkurs gefahren wurden. Die Regatten im Rudern und die Wettfahrten im Kanu wurden auf einem neu gebauten Kanal im Bezirk Xochimilco veranstaltet. Das Segeln bei den Olympischen Spielen 1968 wurde in Acapulco im Club de Yates de Acapulco veranstaltet. Er war bereits 1953 eröffnet worden und fand im Anschluss weiterhin Verwendung als Austragungsort für Segelregatten.
Im Estadio Municipal wurden während der Olympischen Spiele die Spiele des Feldhockeyturniers ausgespielt. In der Pista de Hielo Revolución wurden die Volleyballspiele ausgetragen, einige waren zudem in das Gimnasio Olímpico Juan de la Barrera und in den Palacio de los Deportes, der zudem Austragungsort des Basketballturniers war, gelegt worden. Die Vorrunden- und K.-o.-Spiele des Fußballturniers fanden im Estadio Jalisco in Guadalajara, das bereits im Vorfeld der Spiele existierte und 31.891 Zuschauer fasste, und in den neu errichteten Stadien Estadio Cuauhtémoc in Puebla mit einer Zuschauerkapazität von 35.563, das am 6. Oktober 1968 eröffnet wurde, und Estadio Nou Camp in León mit einer Kapazität von 23.609 statt. Das Finale wurde vor 100.000 Zuschauern im Aztekenstadion in Mexiko-Stadt ausgetragen.

### Olympisches Dorf
Für die Olympischen Spiele 1968 wurden zwei olympische Dörfer errichtet. Das Libertador Miguel Hidalgo in der Nähe des Olympiastadions im Süden der Stadt hatte 5044 Zimmer. Im Südosten von Mexiko-Stadt, in der Nähe der Regattastrecke, lag das Villa Narcisco Mendoza, das 3474 Zimmer hatte und vor allem Teilnehmern der Kulturolympiade Platz bot. Die Bauarbeiten am Libertador Miguel Hidalgo begannen am 2. Mai 1967, eröffnet wurde das Dorf am 12. September 1968. Die Finanzierung übernahmen Banken und der Staat, das Organisationskomitee zahlte die anfallenden Zinsen mit der Miete für den Komplex. Insgesamt handelte es sich um 29 Gebäude, von denen 24 für männliche Athleten, drei für Sportlerinnen und zwei für Pressevertreter genutzt wurden. Nach den Olympischen Spielen wurden die Wohnungen als Eigentumswohnungen verkauft. Das olympische Dorf verfügte über eine Mensa, zwei Kliniken sowie Trainingsanlagen und Räumlichkeiten für die Delegationen. Zudem befand sich dort das Pressezentrum. Diese Anlagen waren temporär. Das Villa Narcisco Mendoza wurde zwischen August 1967 und September 1968 erbaut und umfasste 686 Häuser. Das Organisationskomitee zahlte auch für dieses Dorf die anfallenden Zinsen als Miete und finanzierte die Anpassungen für die Zeit der Olympischen Spiele. Nach den Spielen wurden die Häuser verkauft.

## Kulturolympiade
Das Kulturprogramm setzte in seiner Fülle neue Maßstäbe. Zwar war die Bedeutung kultureller Veranstaltungen in der Olympischen Charta festgeschrieben, dennoch war Mexiko das erste Land, das diese zu einem integralen Bestandteil der Ausrichtung der Olympischen Spiele machte. Die Kulturolympiade, an der sich 97 Länder beteiligten, umfasste verschiedene künstlerische, musikalische, theatrale und wissenschaftliche Aktivitäten. Es gab etwa Kunst- und Tanzfeste, Treffen von Dichtern und Bildhauern, verschiedene Ausstellungen, Wissenschaftskongresse und ein olympisches Jugendlager mit 865 Teilnehmern aus 20 Ländern. Der mexikanische Staat hatte eine große Erfahrung im Organisieren und Fördern von kulturellen Veranstaltungen noch aus seinen Kulturprogrammen der 1920er-Jahre. Trotz des sehr engen Budgetrahmens fanden letztlich rund 1500 Veranstaltungen statt, an denen sich nationale und internationale Künstler beteiligten. 550 von ihnen fanden im Land verteilt statt, womit sie auch die Akzeptanz der Spiele jenseits der Hauptstadt stärken sollten. Neben mexikanischen Künstlern und Intellektuellen waren auch Hunderte von Studenten, Journalisten und Staatsangestellte beteiligt, die so miteinbezogen werden sollten.

### Diskursstrategie
Die Kulturolympiade begann am 19. Januar 1968 und hatte die Funktion, Mexiko-Stadt für die sportlichen Wettkämpfe im Oktober vorzubereiten und die gesellschaftliche Unterstützung zu stärken. Neben dieser nationalen Funktion sollte das Kulturprogramm international die Kritiker überzeugen, die mit der Vergabe der Spiele nach Mexiko unzufrieden waren. Das Programm verbreitete Motive wie Mexiko als Land, das nicht in Rassenkonflikte oder den Systemkonflikt involviert war und als „harmonisierende Nation“ wirken könne. Damit würde das Land die Harmonie der olympischen Idee verkörpern. Zudem spielte das Bild von Mexiko als „Land der Zukunft“ eine Rolle im Rahmen dieser kulturellen Präsentation.
Die Kulturolympiade hatte fünf diskursive Elemente. Erstens die zentrale Rolle der Friedenstaube, zweitens die Verwendung der Op-Art als zentrales Designelement, drittens die große Präsenz von Frauen im Erscheinungsbild der Spiele, viertens den Einbezug der Folklore und fünftens den Einsatz bunter Farben. Mit der Wahl der Friedenstaube als zentrales Element bezog sich das Organisationskomitee auf einen der Hauptgründe für die Wahl als Austragungsort, nämlich die Wahrnehmung als nicht in den Kalten Krieg involviertes und für den Frieden einstehendes Land. Die weiße Friedenstaube, deren Gestaltung in einem Wettbewerb gefunden worden war und vom mexikanischen Karikaturisten Abel Quezada stammte, wurde in nahezu allen offiziellen Plakaten, Bannern und Promotionsmaterial verwendet. Auch das offizielle Motto „Todo es posible en la paz“ (Alles ist möglich im Frieden) nahm dieses Thema auf. Es nahm Bezug auf den Satz „El respecto al derecho ajeno es la paz“ (Respekt für die Rechte anderer im Frieden) des ehemaligen Präsidenten Benito Juárez, der damit den Nichtinterventionismus des Landes begründete.
Die Organisatoren der Olympischen Spiele baten jede Mannschaft, ein zeitgenössisches und ein altes Kunstwerk mit nach Mexiko zu bringen, woraus sich ein Querschnitt vergangener und zeitgenössischer Kunst ergab. Mexiko selbst präsentierte seine Kulturgeschichte im Rahmen von Choreographien und Veranstaltungen vor internationalem Publikum. Mit der Präsentation der traditionellen Kunstformen als grundsätzlich verschieden von der zeitgenössischen Kulturproduktion trug die Kulturolympiade dazu bei, das Bild Mexikos als modernes Land zu stärken. Tänzer aus den verschiedenen Regionen des Landes kamen nach Mexiko-Stadt, um dort ihre traditionellen Tänze zu zeigen, ergänzt von Tanzgruppen aus den Teilnehmernationen. Die Kontextualisierung der Tradition in einer modernen Präsentation spiegelt sich auch in den Feierlichkeiten zum Kolumbus-Tag wider, an dem das Treffen von alter und neuer Welt zelebriert wurde. Hinzu kam, dass das olympische Feuer auf Hernán Cortés’ Weg nach Mexiko-Stadt gebracht wurde und in Teotihuacán mit einer 3000 Tänzer umfassenden Darstellung der Zeremonie des neuen Feuers, die im alten Mexiko alle 52 Jahre stattfand, empfangen wurde. In diesem Zusammenhang blendete man die Gewalt der Eroberung aus. Die Betonung der Modernität war auch mit dem Einsatz von 1700 Hostessen verbunden, die meist aus der eher weißen Mittel- und Oberschicht stammten und das Bild moderner, selbstbewusster Frauen verkörperten, die gegen den verbreiteten Machismo gesetzt wurden. Die Betonung der Frauen im Bild der Spiele fand auch ihren Ausdruck darin, dass das olympische Feuer von einer Frau entzündet wurde.

### Logo und optisches Erscheinungsbild

Das Logo der Olympischen Spiele.

Das Logo der Olympischen Spiele 1968 nahm in seinem psychedelischen OP-Art-Design Bezug auf die präkolumbische indianische Kultur Mexikos und griff damit auch den kosmopolitischen Anspruch des Landes auf. Der Bezug auf die OP-Art sollte zudem Dynamik und ein modernes Gefühl vermitteln. Der Schriftzug „MEXICO 68“, der auf den geometrischen Formen der Huichol-Indios basierte, wurde von dem US-Amerikaner Lance Wyman und dem Briten Peter Murdoch entworfen. Die beiden Grafiker nahmen auf Einladung des Chefs der Grafikabteilung der Olympischen Spiele 1968 Eduardo Terrazas am Wettbewerb teil. Das Logo war in Mexiko-Stadt omnipräsent. Selbst die Uniformen der Olympiahostessen waren mit ihm gestaltet. Der Bezug auf die mexikanische Tradition setzte sich in weiteren Symbolen fort. Der Azteken-Kalender aus dem Anthropologischen Museum wurde als Emblem der Spiele 1968 verwendet.
Die Olympischen Spiele waren optisch im Stadtbild sehr präsent. An den Durchgangsstraßen verteilt fanden sich große pinkfarbene, gelbe und blaue Banner, die Friedenstauben zeigten. Über das ganze Stadtgebiet waren an Werbetafeln Fotografien mit körperlichen oder künstlerischen Aktivitäten mit Bezug zu den Spielen angebracht, in deren Ecken die Taube als wiederkehrendes Motiv ebenfalls zu sehen war. Ebenso waren von Kindern gestaltete Plakate und das Motto „Alles ist im Frieden möglich“ in verschiedenen Sprachen auf bunten Plakaten präsent. Große Flächen um das Olympiastadion waren mit großen farbigen Kreisen bemalt, die das Design des Logos wieder aufgriffen. Im Zentrum der blauen und weißen Kreise befand sich die Skulptur „El Sol Rojo“ (Rote Sonne) von Alexander Calder. Über den Süden von Mexiko-Stadt erstreckte sich die „Route der Freundschaft“, an der abstrakte, bunt bemalte Skulpturen von internationalen Künstlern aufgestellt wurden.

## Fackellauf

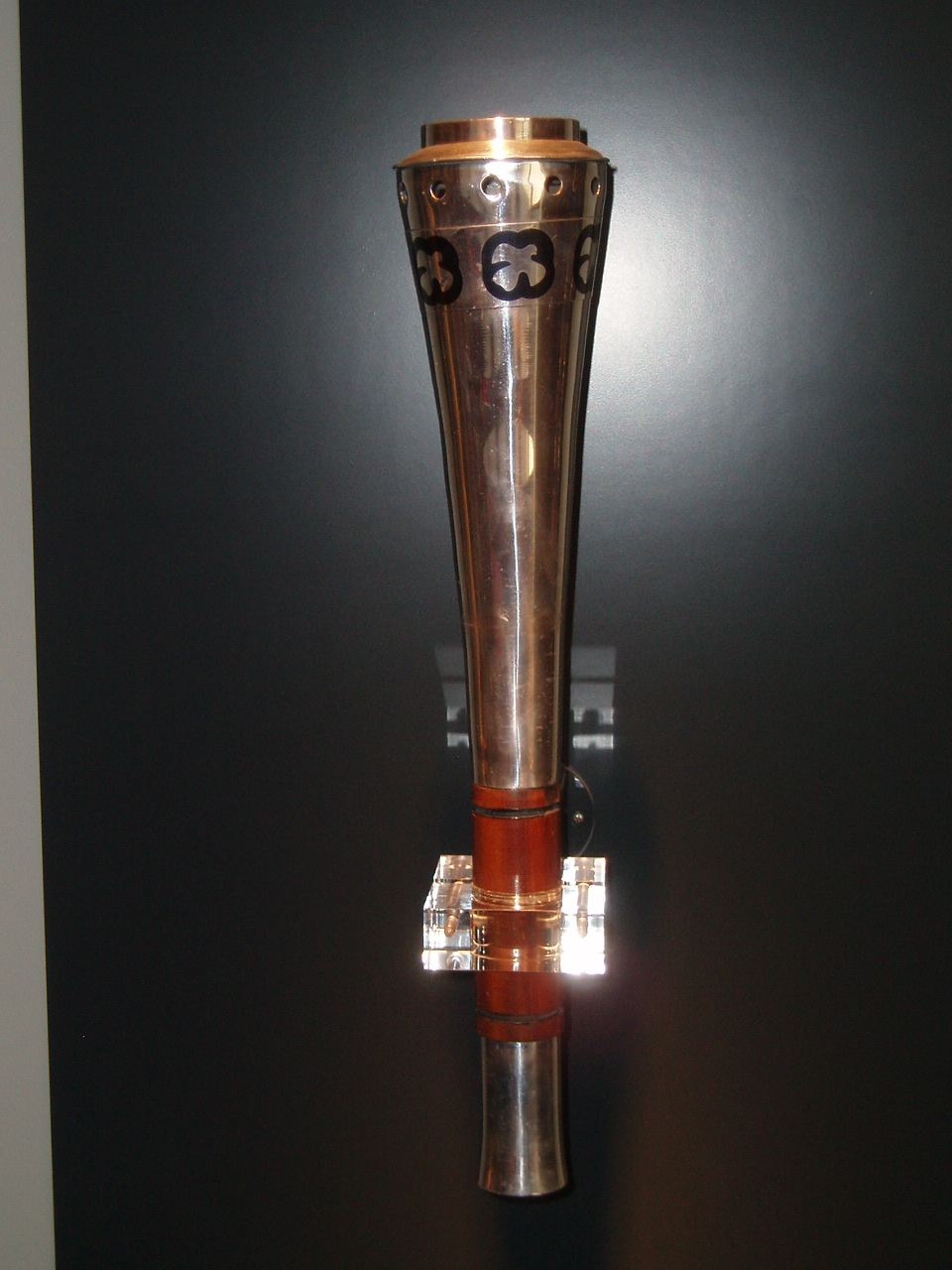
Die olympische Fackel war mit den Friedenstauben verziert, die ein Symbol dieser Spiele waren.

Die olympische Fackel, die aus Weißmetall gefertigt worden war und 780 Gramm wog, gab es in zwei Ausführungen. Die schwarze Variante war 52,3, die silberne 53 Zentimeter hoch. Sie wurde von 2778 Läufern über die Gesamtstrecke von 13.536 Kilometer getragen.
Das olympische Feuer wurde am 23. August 1968 im griechischen Olympia entzündet. Über Pyrgos, Amalias, Patras, Egio, Xylokastro, Kiato, Korinth, Megara und Elefsina gelangte es nach Athen, wo es am 24. August an Bord der „H.H. Navarino“ der griechischen Marine gebracht wurde. Auf dem Seeweg gelangte das Feuer nach Genua, wo am 27. August im Geburtshaus von Christoph Kolumbus eine Gedenkfeier stattfand. Mit dem italienischen Schulschiff „Palinuro“ wurde das olympische Feuer anschließend nach Barcelona gebracht. Der Fackellauf in Spanien umfasste 1286 Kilometer und führte über Lleida, Saragossa, Madrid, Toledo, Navalmoral de la Mata, Trujillo, Melida und Sevilla nach Puerto de Palos, wo das Feuer am 12. September eintraf. Mit der „Princesa“ wurde es anschließend auf Kolumbus’ Route nach Mexiko transportiert. Am 14. September erreichte es Las Palmas, dann San Sebastián auf La Gomera und am 29. September San Salvador, wo es von einer 17-köpfigen Schwimmstaffel transportiert wurde. Am 6. Oktober erreichte das olympische Feuer schließlich Veracruz.
In Mexiko umfasste der Fackellauf 855 Kilometer. Er führte von der Hafenstadt über Xalapa, Córdoba, Puebla, Tlaxcala, Llano Grande, Los Reyes de Salgado, Texcoco, Chiconcoac, Tizayuka, Tequistlán, Tepexpan, Acolman und Acatlongo in die Ruinenstadt Teotihuacán, wo es um 19 Uhr am 11. Oktober die Mondpyramide erreichte. Am 12. Oktober, dem Tag der Eröffnungsfeier, wurden dort zwei Fackeln entzündet. Mit der einen kam das olympische Feuer in Mexiko-Stadt an, mit der anderen wurde das Feuer nach Acapulco, dem Austragungsort der Segelwettbewerbe, gebracht, wo es unter anderem von Wasserskiläufern transportiert wurde.

## Teilnehmer

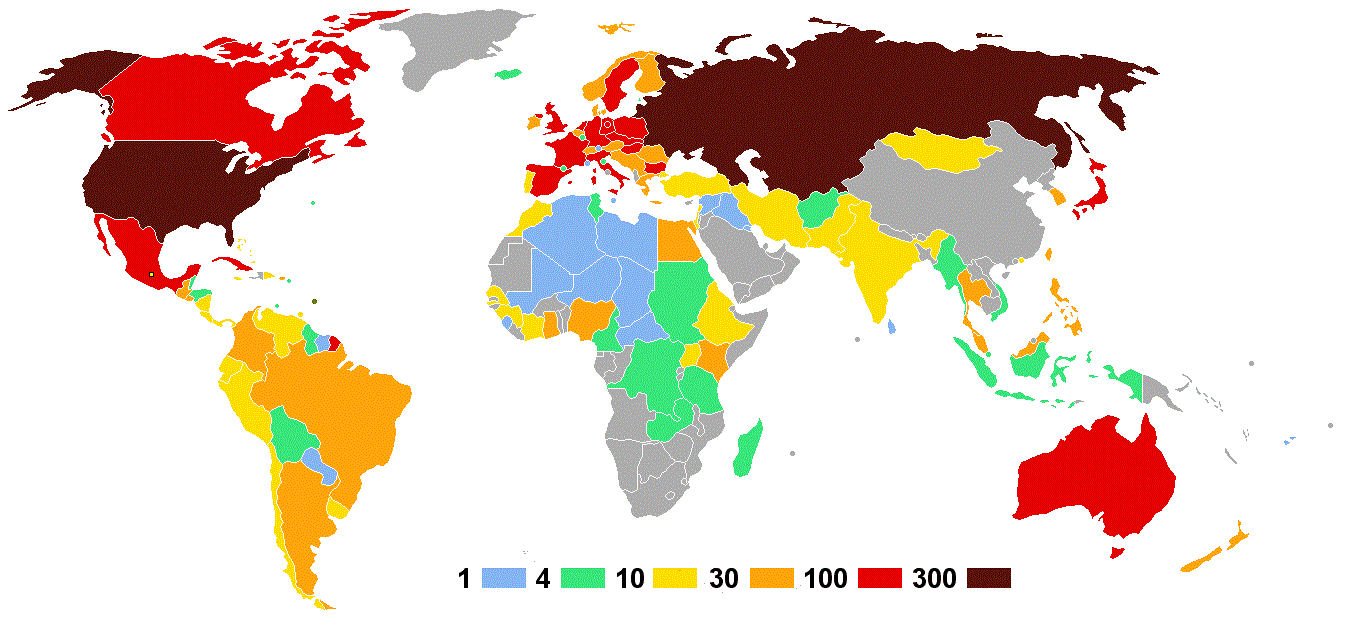
Anzahl der Athleten

An den Olympischen Spielen 1968 nahmen 112 Nationen teil, die 5510 Sportler, von denen 781 Frauen waren, entsandten. Damit war ein neuer Teilnehmerrekord aufgestellt worden. Zudem nahmen erstmals mehr als 100 Nationen an Olympischen Spielen teil.
Die Bundesrepublik Deutschland und die Deutsche Demokratische Republik nahmen erstmals als unabhängige Mannschaften teil, was bis zu den Olympischen Spielen des Jahres 1988 in Seoul so bleiben sollte. Erst 1992 trat das wiedervereinigte Deutschland wieder mit einer Mannschaft an. Ihr olympisches Debüt feierten die Amerikanischen Jungferninseln, Barbados, Britisch-Honduras, die Demokratische Republik Kongo als Kongo-Kinshasa, El Salvador, Guinea, Honduras, Kuwait, Nicaragua, Paraguay, Sierra Leone und die Zentralafrikanische Republik. Nachdem Singapur an den Olympischen Spielen 1964 in Tokio als Teil der malayischen Mannschaft teilgenommen hatte, trat es nun wieder unabhängig an.
| Europa (3.023 Athleten aus 32 Nationen) | Europa (3.023 Athleten aus 32 Nationen) | Europa (3.023 Athleten aus 32 Nationen) |
| --- | --- | --- |
| - Belgien (82) - Bulgarien (112) - Dänemark (64) - DDR* (226) - BR Deutschland* (275) - Finnland (66) - Frankreich (200) - Griechenland (44) - Großbritannien (225) - Irland (31) - Island (8)                             | - Israel (29) - Italien (167) - Jugoslawien (69) - Liechtenstein (2) - Luxemburg (5) - Malta (1) - Monaco (2) - Niederlande (107) - Norwegen (46) - Österreich (43) - Polen (177) | - Portugal (20) - Rumänien (82) - San Marino (4) - Schweden (100) - Schweiz (85) - Sowjetunion (312) - Spanien (122) - Tschechoslowakei (121) - Türkei (29) - Ungarn (167)                       |
| Amerika (1.546 Athleten aus 32 Nationen) | | |
| - Amerikanische Jungferninseln* (6) - Argentinien (89) - Bahamas (16) - Barbados* (9) - Bermuda (6) - Bolivien (4) - Brasilien (76) - Britisch Honduras* (7) - Chile (21) - Costa Rica (18) - Dominikanische Republik (18) | - Ecuador (15) - El Salvador* (60) - Guatemala (48) - Guyana (5) - Honduras* (6) - Jamaika (25) - Kanada (138) - Kolumbien (43) - Kuba (115) - Mexiko (275) - Nicaragua* (11)     | - Niederländische Antillen (5) - Panama (16) - Paraguay* (1) - Peru (28) - Puerto Rico (58) - Suriname (1) - Trinidad und Tobago (19) - Uruguay (27) - Venezuela (23) - Vereinigte Staaten (357) |
| Asien (519 Athleten aus 21 Nationen) | | |
| - Afghanistan (5) - Birma (4) - Ceylon (3) - Hongkong (11) - Indien (25) - Indonesien (6) - Irak (3) | - Iran (14) - Japan (171) - Korea, Republik (54) - Kuwait* (2) - Libanon (11) - Malaysia (31) - Mongolei (16)                                                                     | - Pakistan (15) - Philippinen (49) - Singapur (4) - Syrien (2) - Taiwan (43) - Thailand (41) - Vietnam, Republik (9)                                                                             |
| Afrika (287 Athleten aus 24 Nationen) | | |
| - Algerien (3) - Äthiopien (18) - Elfenbeinküste (10) - Ghana (31) - Guinea* (15) - Kamerun (5) - Kenia (39) - Kongo-Kinshasa* (5)                                                                                         | - Libyen (1) - Madagaskar (4) - Mali (2) - Marokko (25) - Niger (2) - Nigeria (36) - Sambia* (7) - Senegal (21)                                                                   | - Sierra Leone (3) - Sudan (5) - Tansania* (4) - Tschad (3) - Tunesien (7) - Uganda (11) - Vereinigte Arabische Republik (30) - Zentralafrikanische Republik* (1)                                |
| Ozeanien (181 Athleten aus 3 Nationen) | | |
| - Australien (128) | - Fidschi (1) | - Neuseeland (52) |
| (Anzahl der Athleten) *erstmalige Teilnahme an Sommerspielen | | |

## Zeremonien

### Eröffnungsfeier

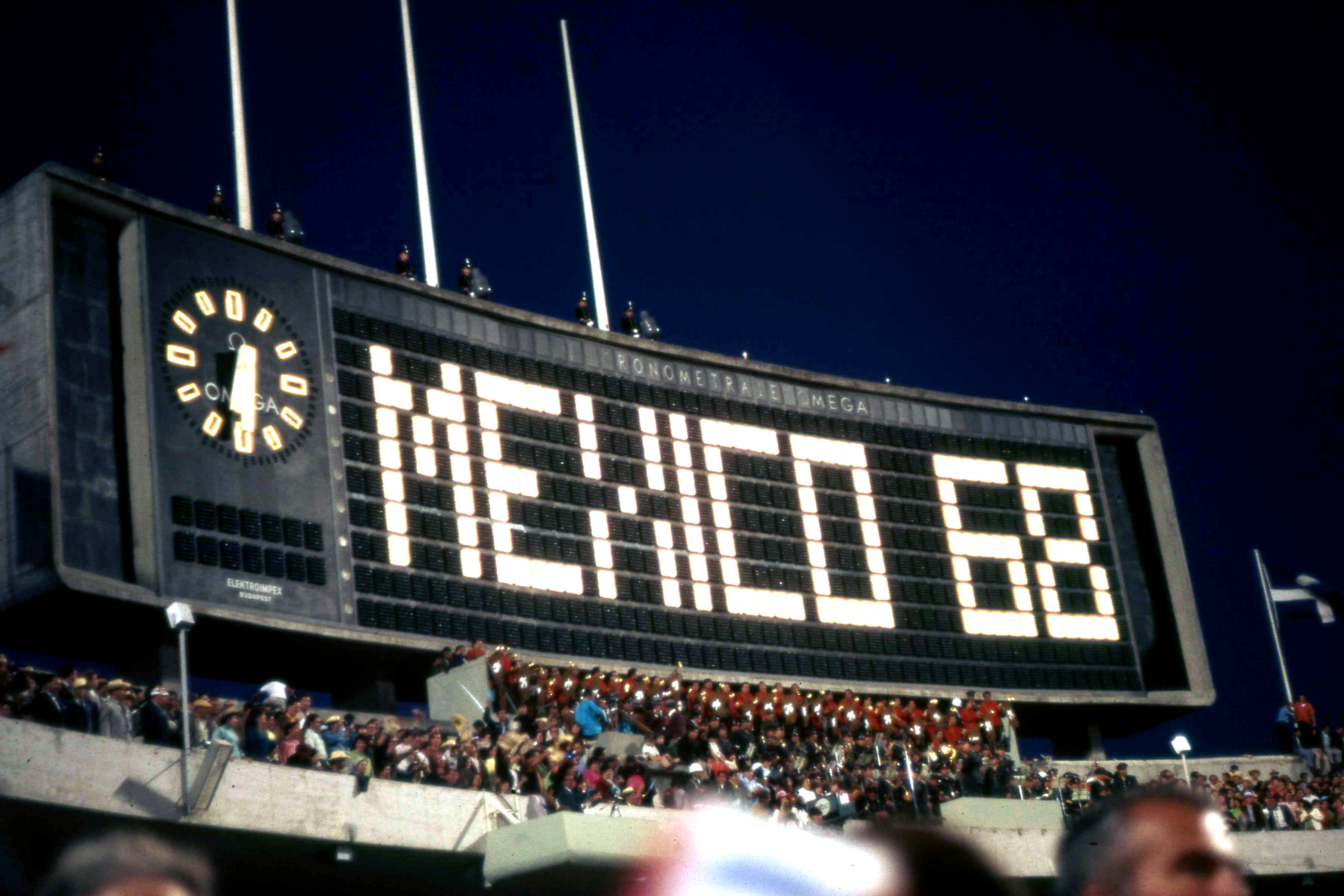
„Mexiko 68“ auf der Ergebnistafel während der Eröffnungsfeier.

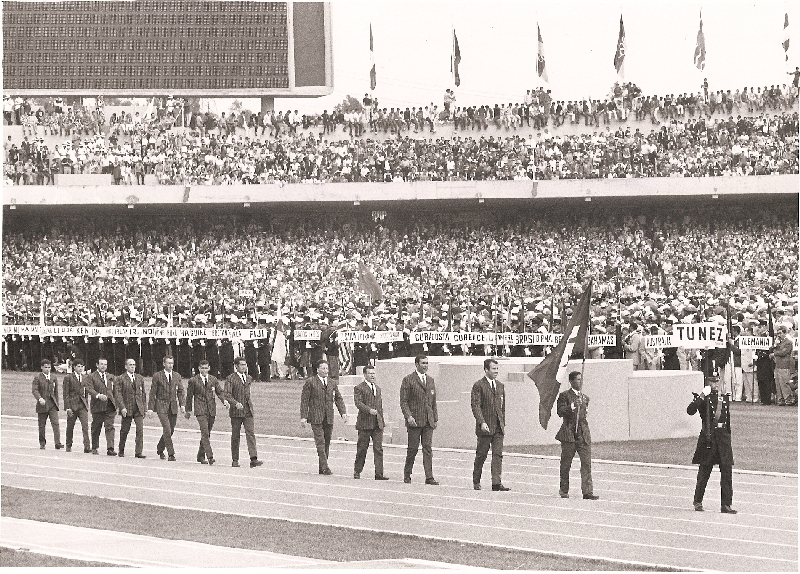
Einmarsch der tunesischen Mannschaft.

Die Eröffnungsfeier der Olympischen Spiele 1968 fand am Mittag des 12. Oktobers 1968 im Estadio Olímpico Universitario statt. Sie begann mit dem Empfang des Präsidenten Gustavo Díaz Ordaz im Stadion mit 21 Salutschüssen und der mexikanischen Hymne. Vier Heliumballons trugen die olympischen Ringe in den Himmel. An diesen kurzen Auftakt schloss sich der Einmarsch der 119 teilnehmenden Nationen an, während eine 300 Musiker umfassende Band spielte. Traditionsgemäß marschierte die griechische Mannschaft als erste ein, den Abschluss bildete Mexiko. Als sich die über 7000 Sportler, Sportlerinnen und Offizielle im Inneren des Stadions befanden, hielten der Präsident des Organisationskomitees Pedro Ramírez Vázquez und der IOC-Präsident Avery Brundage ihre Willkommensansprachen. Kurz nach 12 Uhr Ortszeit eröffnete der mexikanische Präsident die Spiele mit den Worten: „Ich erkläre die Spiele von Mexiko-Stadt, mit denen die neunzehnte Olympiade der Neuzeit gefeiert wird, für eröffnet.“ Im Anschluss an diese offizielle Eröffnung wurde eine olympische Flagge gehisst. Sechs mexikanische Kadetten und sechs japanische Mädchen trugen die seit 1920 in Gebrauch stehende Flagge zu den Klängen des japanischen Liedes „Sakura“ und übergaben sie dem Bürgermeister von Tokio, der sie dann an seinen Amtskollegen aus Mexiko-Stadt überreichte. In diesem Moment wurden 40.000 Ballons in den Himmel aufsteigen gelassen.
Mit indianischen Instrumenten wie Trommeln, Flöten und dem Ton einer großen Schneckenmuschel wurde das aus dem 50 Kilometer entfernten Teotihuacan eintreffende olympische Feuer willkommen geheißen. Es wurde von der jungen mexikanischen Sportlerin Enriqueta Basilio in das Stadion getragen. Sie war die erste Frau in der Geschichte, die das olympische Feuer entzündete. Sie stieg 90 Stufen zum höchsten Punkt des Stadions hinauf, präsentierte die Fackel und grüßte in die vier Himmelsrichtungen, dann entzündete sie das Feuer in einem großen Kessel. Danach legte Pablo Garrido den olympischen Eid ab. Nachdem er geendet hatte, wurden 10.000 Friedenstauben in die Luft entlassen. Auf der großen Ergebnistafel erschienen die Worte „We offer and desire friendship with all the peoples of the world“ und zum Abschluss erklang erneut die Nationalhymne.
Da der Veranstalter Angriffe der Studierenden befürchtete, die noch immer die nahe gelegene Universitätsbibliothek besetzt hielten, sammelten sich die einmarschierenden Mannschaften auf dem Nebenplatz unter dem Schutz von Panzern und auch im Stadion an der der Universitätsbibliothek zugewandten Seite standen hunderte bewaffnete Fallschirmjäger in voller Montur.

### Schlussfeier

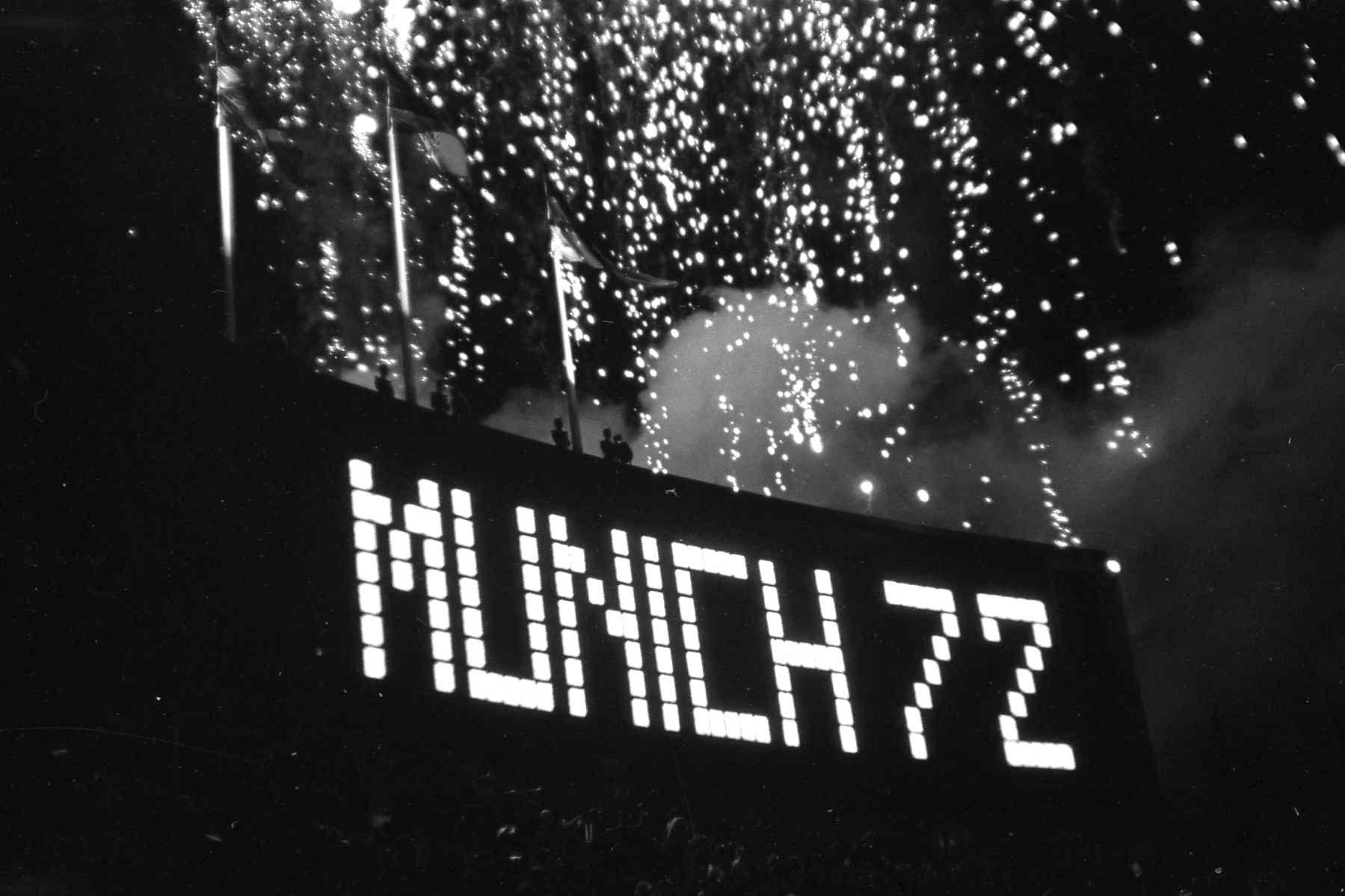
Zum Abschluss der Veranstaltung verschwand der Schriftzug „Mexiko 68“ auf der Ergebnistafel und es erschien stattdessen „München 72“.

Die Schlussfeier der Olympischen Spiele fand am Abend des 27. Oktober nach dem letzten Wettbewerb, dem Springreiten, das im Olympiastadion ausgetragen worden war, statt. Zu Beginn wurde Präsident Gustavo Díaz Ordaz mit 21 Salutschüssen begrüßt. Dann marschierten die 113 Fahnenträger in das Stadion ein, gefolgt von jeweils sechs Vertretern der teilnehmenden Mannschaften. Nur Mexiko als Gastgeber zog mit der ganzen Mannschaft ein. Die Sportler versammelten sich in der Mitte des Stadions, als IOC-Präsident Brundage die Spiele von Mexiko-Stadt für beendet erklärte und die Jugend der Welt für die Olympischen Spiele 1972 nach München einlud. Daraufhin wurde die olympische Flagge eingeholt und von mexikanischen Kadetten hinausgetragen. Die Stadionbeleuchtung war gelöscht worden, so dass nur noch das olympische Feuer Licht spendete. Dann erlosch es langsam. Auf der Ergebnistafel verschwand der Schriftzug „Mexiko 68“ und es erschien stattdessen „München 72“ und dann gab es zum Abschluss der Feier ein großes, 15 Minuten dauerndes Feuerwerk. Währenddessen wurde der Schlusschor aus Beethovens neunter Symphonie als Verweis auf die nächsten Olympischen Spiele in Deutschland gespielt, zudem traten dann 1000 Mariachi auf. Die Fahnenträger gingen eine letzte Runde auf der Laufbahn und verließen dann das Stadion, womit die Veranstaltung zu Ende ging.

## Wettkampfprogramm
Das Programm der Olympischen Spiele war vom IOC auf der Session 1963 in Baden-Baden diskutiert worden. Dabei war darüber abgestimmt worden, welche der 18 Sportarten im Programm vertreten sein sollten. Dabei zeigte sich, dass nur Schwimmen und Leichtathletik unumstritten waren. Gegen den Verbleib im Programm votierten die Mitglieder bei Volleyball mit 25, Bogenschießen mit 32, Handball mit 33 und Judo mit 37 Gegenstimmen. Da Wasserball, das 12 Gegenstimmen erhielt, aber einzeln statt als Teil der Schwimmwettbewerbe gezählt worden war, durfte letztendlich Volleyball im Programm für die Olympischen Spiele 1968 verbleiben.
Es wurden 172 Wettbewerbe (115 für Männer, 39 für Frauen und 18 offene Wettbewerbe) in 18 Sportarten/24 Disziplinen ausgetragen. Das waren 9 Wettbewerbe mehr aber eine Sportart/Disziplin weniger als in Tokio 1964. Die größte Veränderung im Programm war die Erweiterung der Schwimmwettbewerbe, was vor allem im Interesse der Vereinigten Staaten lag. Gestrichen wurden die erstmals in Tokio ausgetragenen Wettbewerbe im Judo.
Insgesamt 3.792.344 Zuschauer verfolgten die Wettkämpfe und Zeremonien. Die Leichtathletik war mit 1.674.795 Zuschauern am beliebtesten, gefolgt vom Schwimmen mit insgesamt 474.569 Zuschauern. Nachfolgend die Änderungen zu den vorherigen Sommerspielen im Detail:
- Beim Boxen wurde die Gewichtsklasse Halbfliegengewicht hinzugefügt.
- Judo fehlte in Mexiko-Stadt 1968 nach der olympischen Premiere in Tokio 1964.
- Beim Schießen wurden die Männerklassen Trap, Kleinkalibergewehr Dreistellungskampf, Schnellfeuerpistole, Freies Gewehr Dreistellungskampf 300 m, Kleinkalibergewehr liegend, 50 m und Freie Pistole 50 m in offene Klassen umgewandelt – des Weiteren wurde die offene Klasse Skeet hinzugefügt.
- Im Schwimmen wurde das Programm für Männer und Frauen um 200 m Freistil, 100 m Brust und 200 m Lagen erweitert – für Männer kamen die 100 m Rücken und 100 m Schmetterling hinzu – für Frauen die 800 m Freistil, 200 m Rücken und 200 m Schmetterling.

### Olympische Sportarten/Disziplinen 1968
- Basketball Gesamt (1) = Männer (1)
- Boxen Gesamt (11) = Männer (11)
- Fechten Gesamt (8) = Männer (6)/Frauen (2)
- Fußball Gesamt (1) = Männer (1)
- Gewichtheben Gesamt (7) = Männer (7)
- Hockey Gesamt (1) = Männer (1)
- Kanu Gesamt (7) = Männer (5)/Frauen (2)
- Leichtathletik Gesamt (36) = Männer (24)/Frauen (12)
- Moderner Fünfkampf Gesamt (2) = Männer (2)
- Radsport
  -  Bahn Gesamt (5) = Männer (5)
  -  Straße Gesamt (2) = Männer (2)
- Reiten
  -  Dressur Gesamt (2) = Offen (2)
  -  Springen Gesamt (2) = Offen (2)
  -  Vielseitigkeit Gesamt (2) = Offen (2)
- Ringen
  -  Freistil Gesamt (8) = Männer (8)
  -  Griechisch-römisch Gesamt (8) = Männer (8)
- Rudern Gesamt (7) = Männer (7)
- Schießen Gesamt (7) = Offen (7)
- Schwimmsport
  -  Schwimmen Gesamt (29) = Männer (15)/Frauen (14)
  -  Wasserball Gesamt (1) = Männer (1)
  -  Wasserspringen Gesamt (4) = Männer (2)/Frauen (2)
- Segeln Gesamt (5) = Offen (5)
- Turnen Gesamt (14) = Männer (8)/Frauen (6)
- Volleyball Gesamt (2) = Männer (1)/Frauen (1)

Anzahl der Wettkämpfe in Klammern

### Zeitplan
| Zeitplan                  | Zeitplan           | Zeitplan | Zeitplan | Zeitplan | Zeitplan | Zeitplan | Zeitplan | Zeitplan | Zeitplan | Zeitplan | Zeitplan | Zeitplan | Zeitplan | Zeitplan | Zeitplan | Zeitplan | Zeitplan | Zeitplan           | Zeitplan      | Zeitplan |
| Disziplin                 | Disziplin          | Sa. 12.  | So. 13.  | Mo. 14.  | Di. 15.  | Mi. 16.  | Do. 17.  | Fr. 18.  | Sa. 19.  | So. 20.  | Mo. 21.  | Di. 22.  | Mi. 23.  | Do. 24.  | Fr. 25.  | Sa. 26.  | So. 27.  | Ent- schei- dungen | Zuschauer     |          |
| Disziplin                 | Disziplin          | Oktober  | Oktober  | Oktober  | Oktober  | Oktober  | Oktober  | Oktober  | Oktober  | Oktober  | Oktober  | Oktober  | Oktober  | Oktober  | Oktober  | Oktober  | Oktober  | Ent- schei- dungen | Zuschauer     |          |
| ------------------------- | ------------------ | -------- | -------- | -------- | -------- | -------- | -------- | -------- | -------- | -------- | -------- | -------- | -------- | -------- | -------- | -------- | -------- | ------------------ | ------------- | -------- |
| Eröffnungsfeier           | Eröffnungsfeier    |          |          |          |          |          |          |          |          |          |          |          |          |          |          |          |          |                    | 61.122        |          |
| Basketball                | Basketball         |          |          |          |          |          |          |          |          |          |          |          |          |          | 1        |          |          | 1                  | 128.890       |          |
| Boxen                     | Boxen              |          |          |          |          |          |          |          |          |          |          |          |          |          |          | 11       |          | 11                 | 165.220       |          |
| Fechten                   | Fechten            |          |          |          |          | 1        | 1        |          | 1        | 1        | 1        | 1        |          | 1        | 1        |          |          | 8                  | 24.539        |          |
| Fußball                   | Fußball            |          |          |          |          |          |          |          |          |          |          |          |          |          |          | 1        |          | 1                  | 445.662       |          |
| Gewichtheben              | Gewichtheben       |          | 1        | 1        | 1        | 1        | 1        | 1        | 1        |          |          |          |          |          |          |          |          | 7                  | 20.796        |          |
| Hockey                    | Hockey             |          |          |          |          |          |          |          |          |          |          |          |          |          |          | 1        |          | 1                  | 51.971        |          |
| Kanu                      | Kanu               |          |          |          |          |          |          |          |          |          |          |          |          |          | 7        |          |          | 7                  | 7524          |          |
| Leichtathletik            | Leichtathletik     |          | 1        | 5        | 4        | 6        | 6        | 5        | 2        | 7        |          |          |          |          |          |          |          | 36                 | 1.674.795     |          |
| Moderner Fünfkampf        | Moderner Fünfkampf |          |          |          |          |          | 2        |          |          |          |          |          |          |          |          |          |          | 2                  | 5.463         |          |
| Radsport                  | Bahn               |          |          |          |          |          | 1        | 1        | 1        |          | 2        |          |          |          |          |          |          | 5                  | keine Angaben |          |
| Radsport                  | Straße             |          |          |          | 1        |          |          |          |          |          |          |          | 1        |          |          |          |          | 2                  | keine Angaben |          |
| Reitsport                 | Dressur            |          |          |          |          |          |          |          |          |          |          |          |          | 1        | 1        |          |          | 2                  | 306.712       |          |
| Reitsport                 | Springen           |          |          |          |          |          |          |          |          |          |          |          | 1        |          |          |          | 1        | 2                  | 306.712       |          |
| Reitsport                 | Vielseitigkeit     |          |          |          |          |          |          |          |          |          | 2        |          |          |          |          |          |          | 2                  | 306.712       |          |
| Ringen                    | Freistil           |          |          |          |          |          |          |          |          | 8        |          |          |          |          |          |          |          | 8                  | 57.428        |          |
| Ringen                    | Griech.-röm.       |          |          |          |          |          |          |          |          |          |          |          |          |          |          | 8        |          | 8                  | 57.428        |          |
| Rudern                    | Rudern             |          |          |          |          |          |          |          | 7        |          |          |          |          |          |          |          |          | 7                  | 42.535        |          |
| Schießen                  | Schießen           |          |          |          |          |          |          | 1        | 2        |          | 1        | 1        | 2        |          |          |          |          | 7                  | 5079          |          |
| Schwimmsport              | Schwimmen          |          |          |          |          |          | 2        |          | 4        | 3        | 3        | 3        | 4        | 4        | 3        | 3        |          | 29                 | 474.569       |          |
| Schwimmsport              | Wasserball         |          |          |          |          |          |          |          |          |          |          |          |          |          | 1        |          |          | 1                  | 474.569       |          |
| Schwimmsport              | Wasserspringen     |          |          |          |          |          |          | 1        |          | 1        |          |          | 1        |          |          | 1        |          | 4                  | 474.569       |          |
| Segeln                    | Segeln             |          |          |          |          |          |          |          |          |          | 5        |          |          |          |          |          |          | 5                  | 7118          |          |
| Turnen                    | Turnen             |          |          |          |          |          |          |          |          |          |          |          | 2        | 2        | 4        | 6        |          | 14                 | 102.364       |          |
| Volleyball                | Volleyball         |          |          |          |          |          |          |          |          |          |          |          |          |          |          | 2        |          | 2                  | 150.620       |          |
| Schlussfeier              | Schlussfeier       |          |          |          |          |          |          |          |          |          |          |          |          |          |          |          |          |                    | 60.007        |          |
| Demonstrationswettbewerbe |                    |          |          |          |          |          |          |          |          |          |          |          |          |          |          |          |          |                    |               |          |
| Pelota                    | Pelota             |          |          |          |          |          |          |          |          |          |          | 1        | 1        | 1        | 2        |          |          |                    |               |          |
| Tennis                    | Tennis             |          |          |          |          |          |          | 1        | 2        | 2        |          |          |          |          |          |          |          |                    |               |          |
| Entscheidungen            | Entscheidungen     |          | 2        | 6        | 6        | 8        | 13       | 8        | 17       | 22       | 13       | 5        | 10       | 10       | 18       | 33       | 1        | 172                |               |          |
|                           |                    | Sa. 12.  | So. 13.  | Mo. 14.  | Di. 15.  | Mi. 16.  | Do. 17.  | Fr. 18.  | Sa. 19.  | So. 20.  | Mo. 21.  | Di. 22.  | Mi. 23.  | Do. 24.  | Fr. 25.  | Sa. 26.  | So. 27.  |                    |               |          |
| Oktober                   |                    |          |          |          |          |          |          |          |          |          |          |          |          |          |          |          |          |                    |               |          |

Farblegende

## Wettbewerbe

### Basketball
Am olympischen Basketballturnier nahmen wie in Tokio 16 Mannschaften teil, die in zwei Gruppen antraten. Nach der Positionierung in der Gruppenphase wurden die Halbfinalgruppen gebildet, aus denen jeweils die beiden Gewinner und die beiden Verlierer die Plätze in der Finalrunde ausspielten. Von den ersten acht Mannschaften aus Tokio, USA, UdSSR, Brasilien, Italien, Tschechoslowakei, Jugoslawien, Polen und Uruguay, verzichteten die Tschechoslowakei und Uruguay auf eine Teilnahme. Die weiteren Teilnehmer waren Bulgarien und Spanien für Europa, Puerto Rico, Panama und Kuba für Amerika, Marokko und Senegal für Afrika, Korea und die Philippinen für Asien sowie Mexiko als Gastgeberland. Erstmals seit dem olympischen Debüt des Basketballs 1936 waren die Vereinigten Staaten im Vorfeld nicht der Favorit. Die favorisierten Mannschaften kamen aus der Sowjetunion und Jugoslawien.
In der Gruppe 1 konnten sich die USA vor Jugoslawien platzieren, während in Gruppe zwei die Sowjetunion sich vor Brasilien setzte. In der Halbfinalgruppe konnten sich die USA deutlich gegen Brasilien durchsetzen. Das Spiel zwischen der Sowjetunion und Jugoslawien war hingegen bis zum Schluss offen. Erst in den letzten Sekunden entschied Vladimir Svetković mit zwei verwandelten Freiwürfen das Spiel 63:62 für Jugoslawien. Im Finale gewannen die Außenseiter aus den USA mit 65:50. Die erste Hälfte endete knapp mit 32:29, nach Beginn der zweiten Spielhälfte konnten die USA sich jedoch mit 17 Punkten in Folge absetzen. Der siebte Erfolg bei Olympia in Folge, ohne den Verlust eines Spiels, basierte vor allem auf der Taktik von Henry Iba, der auf eine schnell organisierte Verteidigung setzte, die die angreifende Mannschaft vor allem nach außen drückte. Bronze gewann die Mannschaft aus der Sowjetunion, die deutlich das Spiel um Platz 3 gewann. Mexiko erreichte den fünften Platz.

### Boxen
In Mexiko-Stadt wurden im Boxen Medaillen in elf Gewichtsklassen vergeben. Das Halbfliegengewicht war dabei erstmals olympisch. Es traten 315 Boxer aus 65 Nationen an, die insgesamt 301 Kämpfe austrugen. Die fünf Kampfrichter für einen Kampf wurden aus einer Gruppe von 39 Richtern ausgelost. Da es nur sehr wenige K.-o.-Siege gab, entschieden die Urteile der Kampfrichter die meisten Kämpfe. Insgesamt konnten Boxer aus 21 Ländern die Halbfinals und damit die Medaillen erreichen, da jeweils zwei Bronzemedaillen pro Gewichtsklasse an die Unterlegenen der Halbfinals vergeben wurden. Die Sowjetunion konnte ihre führende Rolle in dieser Sportart verteidigen und wie in Tokio drei Olympiasiege sowie einige weitere Medaillen verbuchen. Polen, dessen Boxer bei den vorherigen Spielen ebenfalls drei Goldmedaillen gewannen, konnte diese Position nicht halten. Lediglich Jerzy Kulej konnte seinen Olympiasieg im Leicht-Weltergewicht wiederholen und gewann damit das einzige polnische Boxgold in Mexiko. Im Leicht-Mittelgewicht verteidigte Boris Lagutin aus der UdSSR seinen Titel ebenfalls. Für das Gastgeberland war Boxen die erfolgreichste Sportart bei diesen Spielen. Von den insgesamt neun Medaillen gewannen die Boxer vier. Im Fliegengewicht erkämpfte Ricardo Delgado Gold, im Federgewicht gelang dies Antonio Roldán. Hinzu kamen zwei Bronzemedaillen. Im Weltergewicht gewann Manfred Wolke aus der DDR sein Finale gegen den Kameruner Joseph Bessala und wurde Olympiasieger.

### Fechten
Im Fechten fanden bei den Männern drei Einzel- und Mannschaftswettbewerbe, bei den Frauen ein Einzel- und ein Mannschaftswettbewerb statt. Die Gefechte wurden auf fünf Treffer hin ausgetragen beziehungsweise dauerten sechs Minuten. Die Mannschaften bestanden aus fünf Fechtern, von denen pro Gefecht jedoch nur vier eingesetzt werden durften. Insgesamt traten 220 Männer und 58 Frauen aus 35 Ländern an. Im Florett-Einzel der Männer konnte Ion Drîmbă das erste Gold für Rumänien in dieser Disziplin gewinnen, nachdem er im Halbfinale gegen den Silbergewinner von Tokio, Jean Magnan aus Frankreich, bei einer zeitgleichen Attacke zu Boden gegangen war. Im Säbel gewann der Pole Jerzy Pawłowski ebenfalls erstmals Gold für sein Land. Zudem ging damit die Serie von neun ungarischen Olympiasiegen in Folge in dieser Disziplin zu Ende. Bei den Männern gingen alle Medaillen nach Europa, bei den Frauen konnte die Mexikanerin Pilar Roldán Silber gewinnen, die einzige nichteuropäische Medaille bei diesen Spielen im Fechten und Mexikos erste Fechtmedaille bei Olympia.

### Fußball
Im Vorfeld des olympischen Fußballturniers kam es aufgrund der Vorkommnisse um die Nichtzulassung der italienischen Mannschaft 1964 zu Diskussionen um die Teilnahmevoraussetzungen. IOC-Präsident Avery Brundage befürwortete zwar den Verbleib des Fußballs im olympischen Programm, forderte jedoch von der FIFA Nachbesserungen. Diese schlug 1966 der IOC-Session in Rom vor, ein unabhängiges Amateurkomitee wie im Radsportverband einzuführen. Dieser Vorschlag ging dem IOC aber nicht weit genug. Letztendlich durften nur Spieler teilnehmen, die weder offizielle Zahlungen angenommen noch an einer WM-Endrunde teilgenommen hatten. Am Turnier nahmen 16 Mannschaften teil. Europa war mit Bulgarien, Spanien, Frankreich, der Tschechoslowakei und dem Olympiasieger von 1964 Ungarn vertreten. Aus Nord- und Mittelamerika nahmen El Salvador, Guatemala und Mexiko teil, aus Südamerika Brasilien und Kolumbien. Asien war mit Japan, Thailand und Israel, Afrika mit Guinea, Nigeria und Marokko vertreten. Nachdem Marokko angab, nicht gegen Israel spielen zu wollen, wurde stattdessen die Mannschaft Ghanas zum Turnier eingeladen. Ungarn musste auf die Spieler verzichten, die 1966 an der WM teilgenommen hatten. In Mexiko floh zudem Zoltán Varga. Dennoch konnte sich Ungarn ins Finale durchkämpfen und gewann dort 4:1 gegen Bulgarien, das innerhalb von zwei Minuten drei Spieler durch Platzverweise verloren hatte. Die Bulgaren hatten sich in der Qualifikation für Olympia gegen die Mannschaft der DDR durchgesetzt. Im Spiel um Bronze besiegte Japan Mexiko mit 2:0.

### Gewichtheben
Im Gewichtheben gab es Entscheidungen in sieben Gewichtsklassen. Verlangt wurde von den Sportlern ein Dreikampf aus Drücken, Reißen und Stoßen. Jedes NOK konnte insgesamt sieben Gewichtheber melden, von denen aber höchstens zwei in einer Gewichtsklasse antreten durften. In Mexiko-Stadt wurden 18 olympische Rekorde und 4 Weltrekorde aufgestellt. Im Bantamgewicht konnte der Iraner Mohammad Nassiri zwei olympische Rekorde und einen Weltrekord aufstellen. Im Federgewicht wiederholte der Japaner Yoshinobu Miyake seinen Olympiasieg von 1964, Bronze gewann sein Zwillingsbruder Yoshiyuki Miyake. Dem Polen Waldemar Baszanowski gelang im Leichtgewicht ebenfalls die Verteidigung seines Olympiasiegs von Tokio, wobei er zwei seiner eigenen Rekorde überbot. Im Schwergewicht setzte sich Leonid Schabotinski durch und gewann damit auch seine zweite Goldmedaille.

### Hockey
Die Plätze für das olympische Hockeyturnier waren bei einem Weltturnier 1967 in London vergeben worden. Dort qualifizierten sich Pakistan, Indien, die Niederlande, Neuseeland, die Bundesrepublik Deutschland, Großbritannien, Belgien, Japan, Frankreich, Spanien, die DDR und Australien. Hinzu kamen die Mannschaften von Kenia für Afrika, Argentinien für Südamerika, Malaysia für Asien und Mexiko als Gastgebernation. Die Mannschaften spielten in zwei Gruppen, jeweils die ersten beiden Mannschaften zogen in die Halbfinals ein. Die übrigen Platzierungen wurden zwischen den gleichplatzierten Mannschaften beider Gruppen ausgespielt. Die Leistungen der Schiedsrichter wurden stark kritisiert. Die Fédération Internationale de Hockey hatte trotz der Höhenbedingungen und Hitze sogar Schiedsrichter über 60 Jahre nominiert, die teils nicht mithalten konnten. Als Reaktion führte der Verband nach den Spielen eine Altersgrenze von 55 Jahren ein.
Vor dem Turnier war Indien favorisiert worden. In einem turbulenten Turnierverlauf konnte sich der Rekordolympiasieger erstmals seit 40 Jahren nicht einmal fürs Finale qualifizieren. In diesem besiegte Pakistan Australien mit 2:1 und gewann damit nach den Olympischen Spielen 1960 zum zweiten Mal olympisches Gold. Indien gewann im Spiel um den dritten Platz gegen die Bundesrepublik Bronze. Im Verlauf des Turniers hatte Japan ein Spiel aufgrund des Protests gegen eine Fehlentscheidung nicht beendet. Mit dem Spiel der Niederlande gegen Spanien, das 144 Minuten dauerte, fand zudem bei diesen Olympischen Spielen eines der längsten Hockeyspiele statt.

### Kanu
Im Kanurennsport fanden fünf Wettbewerbe für Männer und zwei für Frauen statt. Der Internationale Kanuverband hatte 1966 auf seinem Kongress in Berlin dem IOC vorgeschlagen, zusätzlich Kanuslalomwettbewerbe auszutragen. Dieser Vorschlag wurde aber erst auf der IOC-Session in Mexiko-Stadt diskutiert und dort angenommen. Die Wettbewerbe wurden auf dem neu angelegten Cuemanco-Ruder- und Kanukanal ausgetragen, die bis dahin modernste Rennstrecke bei Olympischen Spielen. Es nahmen 183 Sportler aus 27 Nationen teil. Die sowjetischen Kanuten, die in Tokio mit drei Olympiasiegen am erfolgreichsten gewesen waren, konnten in Mexiko-Stadt zwei Goldmedaillen gewinnen. Zudem erreichten sie in sechs der sieben Wettbewerbe eine Medaille. Als erfolgreichste Nation setzte sich diesmal jedoch Ungarn mit drei Olympiasiegen durch. Im Vergleich zu Tokio, wo nur eine Silbermedaille gewonnen werden konnte, stellte dies eine starke Verbesserung dar. Den ungarischen Kanuten gelang es ebenfalls, in sechs der Rennen eine Medaille zu erreichen. Insgesamt dominierten die Osteuropäer. Im Zweier-Kajak der Männer gewannen die Österreicher Gerhard Seibold und Günther Pfaff Bronze hinter dem sowjetischen und ungarischen Boot. Der norwegische Sieg im Vierer-Kajak war eine Überraschung, nachdem vier Jahre zuvor kein einziges Boot aus Norwegen an den Wettbewerben teilgenommen hatte. Die vier Kanuten, die vier Monate vor den Spielen von Mexiko erstmals gemeinsam angetreten waren, konnten sich im olympischen Finale knapp durchsetzen und erhielten somit die Goldmedaille. Westdeutsche Kanuten erreichten mit Roswitha Esser und Annemarie Zimmermann-Weber Gold im Zweier-Kajak. Hinzu kamen mit den zweiten Plätzen von Renate Breuer im Einer-Kajak und Detlef Lewe im Einer-Kanadier zwei Silbermedaillen.

### Leichtathletik

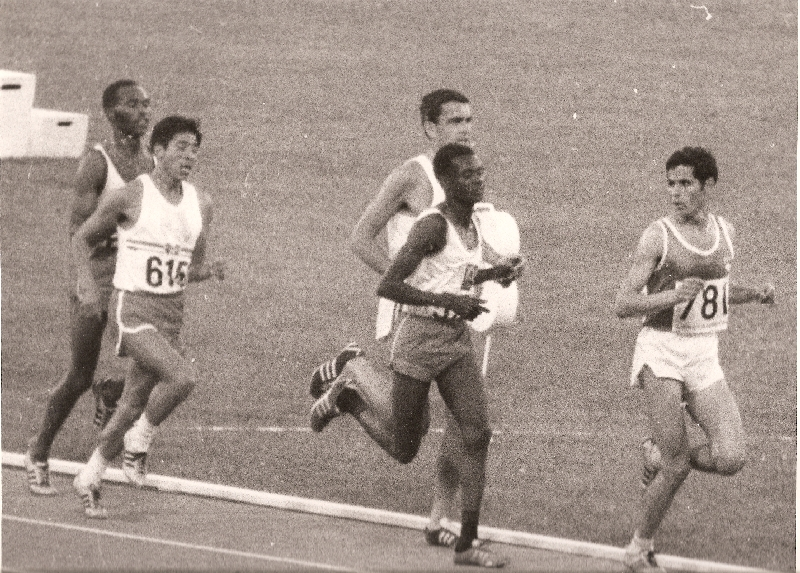
Mohamed Gammoudi aus Tunesien gewann die 5000 Meter.

In der Leichtathletik wirkte sich die Höhenlage Mexiko-Stadts besonders aus. Es wurden einige Weltrekorde aufgestellt wie etwa im Weitsprung, die lange Zeit nicht wieder erreicht werden sollten. Vor allem in den Langstreckendisziplinen konnten zudem die Läufer aus Kenia und Äthiopien ihre Stärke ausspielen und neun Medaillen auf Distanzen von 1500 Metern bis zum Marathon gewinnen. Besondere Brisanz erhielt dabei das Duell im 1500-Meter-Lauf zwischen dem amerikanischen Weltrekordhalter Jim Ryun und dem Kenianer Kipchoge Keino, der mit Gallensteinen an den Start ging. Keino konnte sich dabei am Ende durchsetzen. Er startete auch über die 5000 und 10.000 Meter, wo sich seine Symptome aber stärker auswirkten. Auf den ersten acht der zehn Kilometer gab es elf verschiedene Führende, wobei die nichtafrikanischen und aus dem Flachland stammenden Starter an ihre Leistungsgrenzen gingen. Das Rennen gewann Naftali Temu aus Kenia vor dem Äthiopier Mamo Wolde und dem Tunesier Mohamed Gammoudi. Der Australier Ron Clarke, der den Weltrekord über diese Distanz hielt, versuchte das zwei Minuten über seinem Rekord liegende Tempo mitzugehen, erreichte das Ziel aber bloß als sechster und benötigte Sauerstoff, da er beinahe ohnmächtig wurde und selbst 20 Minuten nach Überquerung der Ziellinie bewegungslos am Boden lag. In Mexiko-Stadt erreichten erstmals nur schwarze Athleten das Finale über die 100 Meter, das Jim Hines aus den USA gewann, vor Lennox Miller aus Jamaika und Charles Greene aus den USA. Hines war vier Monate vor den Spielen mit 9,9 s erstmals unter die Marke von zehn Sekunden gelaufen und lief bei den Olympischen Spielen mit automatisch gestoppten 9,95 s zur Goldmedaille. Im Rennen über die 200 Meter gewann der Amerikaner Tommie Smith, Bronze holte sein Landsmann John Carlos. Aufsehen erregten beide mit ihrem „Black Power“-Gruß bei der Siegerehrung, woraufhin das IOC das NOK der USA dazu aufforderte, die Athleten nach Hause zu schicken, was noch am 16. Oktober geschah. Der spätere Olympiasieger über die 400 Meter, der Amerikaner Lee Evans, überlegte erst mit den beiden Ausgeschlossenen abzureisen, trat dann aber an und gewann in Weltrekordzeit vor seinen Mannschaftskollegen Larry James und Ron Freeman. Die 400 Meter Hürden zeigten ebenfalls, wie stark der Einfluss der Höhe auf die Leistungen war. Die ersten sieben Läufer im Ziel unterboten den olympischen Rekord. Der Sieger David Hemery aus Großbritannien stellte mit 48,1 s einen neuen Weltrekord auf und deklassierte seine Konkurrenten mit einem Vorsprung von beinahe einer Sekunde auf den Deutschen Gerhard Hennige und den Briten John Sherwood. Über 50 Kilometer Gehen gewann Christoph Höhne aus der DDR die Goldmedaille vor dem Ungarn Antal Kiss und dem Amerikaner Larry Young. Über die 20 Kilometer erreichte José Pedraza für Mexiko Silber.
Im Weitsprung sprang Bob Beamon zu Gold und verbesserte mit 8,90 m den Weltrekord um 55 Zentimeter. Diese Marke wurde 23 Jahre lang nicht übertroffen und hat immer noch als olympischer Rekord Bestand. Silber gewann der Ostdeutsche Klaus Beer, der mit seiner Weite von 8,19 m deutlich distanziert worden war. Im Hochsprung kam es zu einer technischen Revolution mit einem neuen Sprungstil, dem „Fosbury-Flop“ von Olympiasieger Dick Fosbury, der mit 2,24 m olympischen Rekord erzielte. Im Stabhochsprung siegte Bob Seagren aus den USA mit 5,40 m. Silber ging an Claus Schiprowski aus der Bundesrepublik Deutschland, Bronze an Wolfgang Nordwig aus der DDR, die beide ebenfalls 5,40 m übersprungen hatten, jedoch mehr Fehlversuche aufwiesen. Im Diskuswurf gewann der Amerikaner Al Oerter seine vierte olympische Goldmedaille in Folge und wie schon zuvor mit neuem olympischen Rekord (64,78 m). Die Silbermedaille gewann Lothar Milde für die DDR. Mit 8193 Punkten, die olympischen Rekord bedeuteten, entschied der Amerikaner Bill Toomey den Zehnkampf für sich. Hinter ihm platzierten sich die beiden Westdeutschen Hans-Joachim Walde und Kurt Bendlin.
Im Finale der Frauen über 100 Meter traten vier Weltrekordläuferinnen an. Die Amerikanerin Barbara Ferrell und die Polin Irena Szewińska verbesserten den Weltrekord in der zweiten Runde auf 11,1 s. Wyomia Tyus konnte im Finale den Rekord noch einmal auf 11,08 s verbessern und war damit die erste Sprinterin, die ihren Olympiasieg wiederholen konnte. Dies war vorher auch keinem Mann gelungen. Über die 200 Meter sicherte sich dann die Polin mit Weltrekord die Goldmedaille. Im Rennen über die 400 Meter war die 19-jährige Britin Lillian Board favorisiert. Sie führte das Rennen an, wurde auf der Ziellinie aber noch von der Französin Colette Besson abgefangen. Auf den 800 Metern konnte die jugoslawische Favoritin Vera Nikolić den in sie gesetzten Hoffnungen von politischer Seite nicht gerecht werden. Nach weniger als einer Runde des Halbfinals musste sie das Rennen aufgeben. Das Finale gewann Madeline Manning in 2:00,9 min und stellte damit einen olympischen Rekord auf.
Europäische Frauen dominierten die Wurfdisziplinen. Im Kugelstoßen gewann Margitta Gummel aus der DDR Gold mit der Weltrekordweite von 19,61 m vor ihrer Landsfrau Marita Lange. Die Rumänin Lia Manoliu gewann im Diskuswurf mit olympischem Rekord. Silber erreichte Liesel Westermann mit 57,76 m für die Bundesrepublik Deutschland. Eva Janko aus Österreich belegte im Speerwurf hinter Angéla Németh aus Ungarn und der Rumänin Mihaela Peneș den Bronzerang. Den Fünfkampf konnte die Westdeutsche Ingrid Becker für sich entscheiden. Silber gewann die Österreicherin Liese Prokop vor der Ungarin Annamária Tóth.

### Moderner Fünfkampf
Im Modernen Fünfkampf fanden ein Einzel- und ein Mannschaftswettkampf der Männer statt, an fünf aufeinanderfolgenden Tagen in der Reihenfolge Reiten, Degenfechten, Pistolenschießen, Schwimmen und Geländelauf. Für die Mannschaftswertung wurden die Einzelergebnisse addiert. Den Einzelwettbewerb gewann der Schwede Björn Ferm mit 4964 Punkten vor András Balczó aus Ungarn mit 4953 Punkten und Pawel Lednjow aus der UdSSR mit 4795 Punkten. Balczó konnte wie auch sein Mannschaftskollege István Móna bei den Olympischen Spielen teilnehmen, nachdem sie die Spiele von Tokio aufgrund einer Sperre infolge von Zollvergehen verpasst hatten. Gemeinsam trugen sie erheblich zum Gold der Mannschaft bei. Bronze mit der Mannschaft erhielten zuerst die Schweden, mussten es aber an Frankreich abgeben, nachdem Hans-Gunnar Liljenwall am Tag der Disziplin Schießen positiv auf Alkohol getestet und damit der erste olympische Dopingfall geworden war.

### Radsport
Auf Druck des IOC hatte der internationale Radsportverband UCI 1965 mit der Fédération Internationale de Cyclisme Amateur einen eigenen Amateurverband gegründet und die Profis in einen eigenen Profiverband ausgegliedert, deren beider Dachverband aber die UCI blieb. In Mexiko gab es insgesamt sieben Wettbewerbe, fünf auf der Bahn und zwei Straßenrennen. Im Vorfeld galt Italien, das 1964 in Tokio drei Olympiasiege erreicht hatte, zusammen mit Frankreich als favorisierte Nation. Tatsächlich konnte jedoch nur Pierfranco Vianelli im Straßenrennen Gold gewinnen. Das 100-Kilometer-Mannschaftszeitfahren gewannen überraschend die Niederländer vor Schweden und Italien. Auf der Bahn dominierte Frankreich mit vier Siegen. In der 4000-Meter-Mannschaftsverfolgung konnte die westdeutsche Mannschaft bestehend aus Udo Hempel, Karl-Heinz Henrichs, Jürgen Kißner und Karl Link Silber hinter der Mannschaft aus Dänemark und vor der italienischen gewinnen. Die Medaille wurde ihr aber erst im Rahmen der Querfeldein-Weltmeisterschaft 1969 in Magstadt überreicht, da die deutsche Mannschaft im Finale zwar als erste ins Ziel kam, jedoch aufgrund eines unerlaubten Anschiebens in der letzten Runde vom Schiedsgericht disqualifiziert wurde und ihr nicht einmal die Silbermedaille zugestanden werden sollte.

### Reiten
Auf dem Programm standen jeweils ein Einzel- und ein Mannschaftswettbewerb im Dressur-, Spring- und Vielseitigkeitsreiten. Die Flugreise war wie schon vier Jahre zuvor für die Pferde belastend. Hinzu kamen die Höhenbedingungen, weswegen die Pferde eine Eingewöhnungszeit von drei bis vier Wochen benötigten. Das Springen und die Dressur fanden direkt in Mexiko-Stadt statt, die Wettbewerbe der Vielseitigkeit rund 160 Kilometer von der Hauptstadt entfernt in Valle de Bravo. Das Dressurreiten der Vielseitigkeit dominierten die sowjetischen Reiter, nach allen drei Wettbewerben setzte sich der Franzose Jean-Jacques Guyon durch. Die Mannschaftswertung gewannen die Briten vor den USA und Australien. Im Dressurreiten wiederholte die deutsche Mannschaft mit Liselott Linsenhoff, Reiner Klimke und Josef Neckermann ihren Olympiasieg von Tokio. Neckermann und Klimke gewannen zudem Silber und Bronze im Einzel hinter Iwan Kisimow aus der UdSSR. Gold im Springreiten gewann der Amerikaner William Steinkraus. Im Mannschaftswettbewerb im Springen erreichte das deutsche Team bestehend aus Alwin Schockemöhle, Hermann Schridde und Hans Günter Winkler die Bronzemedaille. Der Sieg ging an Kanada, Silber an Frankreich.

### Ringen
Die Regeln des Ringen waren mit Blick auf die Höhenlage von Mexiko-Stadt angepasst worden. Die Kampfzeit wurde auf dreimal drei Minuten festgelegt und das Punktesystem verändert. Im Freistilringen und im griechisch-römischen Ringen wurden jeweils in acht Gewichtsklassen Medaillen vergeben. Erfolgreichste Nation war Japan mit vier Olympiasiegen, während die Sowjetunion mit neun insgesamt die meisten Medaillen erkämpfen konnte. Im Freistil siegten Japaner in den drei leichtesten Gewichtsklassen, wobei Yōjirō Uetake im Bantamgewicht seinen Olympiasieg von Tokio wiederholte. Dies gelang ebenso Alexander Medwed aus der UdSSR im Schwergewicht. Im Halbschwergewicht gewann der Türke Ahmet Ayık, der vier Jahre zuvor noch Silber errungen hatte. Im griechisch-römischen Stil konnte nur der Ungar István Kozma im Schwergewicht seinen Titel verteidigen. Im Federgewicht gewann der Silbermedaillengewinner der vorherigen Spiele Roman Rurua aus der UdSSR sein Finale. Die Ringer der DDR verbuchten zwei Olympiasiege: Rudolf Vesper gewann im Weltergewicht, Lothar Metz, Bronzemedaillengewinner von Tokio, im Mittelgewicht. Der einzige Ringer, der in beiden Stilarten Medaillen gewann, war der Franzose Daniel Robin mit zwei Silbermedaillen im Weltergewicht.

### Rudern
Im Rudern wurden Medaillen in sieben Bootsklassen vergeben. Die Regattastrecke war ein neu gebauter Kanal in Xochimilco. Die erfolgreichste Rudernation war die DDR mit zwei Gold- und einer Silbermedaille. Im Zweier und Vierer ohne Steuermann konnten die ostdeutschen Boote den Olympiasieg feiern, im Vierer mit Steuermann wurde das Boot der DDR Zweiter mit deutlichem Abstand auf Neuseeland und vor der Schweiz. Die Bundesrepublik gewann die prestigeträchtigste Bootsklasse, den Achter. Horst Meyer, Dirk Schreyer, Rüdiger Henning, Wolfgang Hottenrott, Lutz Ulbricht, Egbert Hirschfelder, Jörg Siebert, Niko Ott und Gunther Tiersch brachen dabei die Dominanz der Amerikaner, die bei zehn Olympischen Spielen neun Goldmedaillen in dieser Klasse gewonnen hatten, dieses Mal aber die Medaillenränge nicht erreichten. Im Einer gewann Jochen Meißner Silber hinter dem Niederländer Jan Wienese. Damit ging in dieser Bootsklasse die Dominanz der sowjetischen Ruderer, die seit 1952 den Einer-Olympiasieger gestellt hatten, zu Ende.

### Schießen
Im Schießen standen sieben Wettbewerbe auf dem Programm. Im Vergleich zu Tokio kam Skeet als neue Disziplin hinzu. Frauen erhielten zwar keine eigenen Wettbewerbe, durften jedoch im allgemeinen Starterfeld antreten, wovon drei Teilnehmerinnen Gebrauch machten. Insgesamt nahmen 450 Schützen aus 66 Ländern teil. Erstmals wurden alle Wettbewerbe an einem Ort ausgetragen, da ein modernes Schießzentrum auf einem Kasernengelände errichtet worden war. Im Kleinkaliber-Dreistellungskampf gewann Bernd Klingner für die Bundesrepublik die Goldmedaille, mit der freien Scheibenpistole gewann der bundesdeutsche Heinz Mertel Silber bei gleicher Anzahl von Ringen wie der Olympiasieger, die zudem olympischer Rekord bedeutete, vor dem Ostdeutschen Harald Vollmar. Im Trap belegte Kurt Czekalla für die DDR zudem den Bronzerang. Im erstmals ausgetragenen Skeetwettbewerb wurden die Medaillen erst im Stechen vergeben, in dem Konrad Wirnhier für die Bundesrepublik Deutschland Bronze erreichte. Die Athleten der USA konnten an ihre Leistung von Tokio mit sieben Medaillen nicht anknüpfen, sondern erreichten bloß drei. Jedoch war der Amerikaner Gary Anderson im Dreistellungskampf mit dem freien Gewehr der einzige Schütze, der seinen Olympiasieg wiederholte. Hinter ihm mit seinem olympischen Rekord platzierten sich ein sowjetischer Schütze und der Schweizer Kurt Müller.

### Schwimmen
Die Schwimmwettbewerbe wurden von den Athleten der Vereinigten Staaten dominiert. Von den 107 vergebenen Medaillen gingen mehr als die Hälfte an die USA, deren Schwimmer 23 Gold-, 15 Silber- und 20 Bronzemedaillen gewannen. Die beiden Titel über die Freistilsprintstrecken gewann der Australier Michael Wenden. Über 100 Meter stellte er mit 52,22 s einen neuen Weltrekord auf. Auf der 200-Meter-Strecke setzte er sich gegen den favorisierten Amerikaner Don Schollander durch. Die beiden Rückenstrecken gewann der Ostdeutsche Roland Matthes. Für Euphorie bei den Gastgebern sorgte Felipe Muñoz mit seinem überraschenden Sieg über die 200 Meter Brust. Mark Spitz, vier Jahre später bei den Olympischen Spielen 1972 in München der dominierende Schwimmer, konnte mit den Staffeln seine ersten Goldmedaillen gewinnen. Auf den Einzelstrecken erfüllte er jedoch die in ihn gesetzten Erwartungen nicht. Auf beiden Schmetterlingdistanzen kam er als Weltrekordhalter nach Mexiko-Stadt, gewann über die 100 Meter nur Silber und wurde über die 200 Meter sogar nur Achter. Nur über die 100 Meter Freistil konnte er sich im Vergleich zu seinen Vorleistungen steigern und Bronze gewinnen.

#### Wasserspringen
Beim Wasserspringen gingen die beiden Goldmedaillen vom Brett in die Vereinigten Staaten. Das Turmspringen der Männer gewann der Italiener Klaus Dibiasi, der vom Brett bereits Silber erreicht hatte. Der Mexikaner Álvaro Gaxiola platzierte sich mit deutlichem Abstand auf dem Silberrang. Bei den Frauen wurde die Tschechoslowakin Milena Duchková Olympiasiegerin vom Turm.

#### Wasserball
Im Wasserball traten 15 Mannschaften in zwei Gruppen und dann einer K.-o.-Phase an. Im Finale besiegte die Mannschaft aus Jugoslawien die Sowjetunion mit 13 zu 11. Im Spiel um Platz 3 gewann Ungarn mit 9:4 gegen Italien. Damit setzte die ungarische Mannschaft ihre Serie fort, seit 1928 immer eine Medaille zu gewinnen. Ungarn setzte sich dabei in einem hart umkämpften Spiel erst nach der Hälfte der Zeit mit sechs Toren in Folge ab. Auch die anderen beiden Medaillengewinner hatten bereits bei vorherigen Spielen Medaillen gewinnen können. Das Finale stand nach Ende der regulären Spielzeit bei 11:11. In der vierminütigen Verlängerung konnte Jugoslawien dann zwei Tore erzielen und feierte damit seinen ersten Olympiasieg im Wasserball.

### Segeln
Im Segeln wurden Wettbewerbe in denselben fünf Bootsklassen ausgetragen wie in Tokio 1964, wobei die 5,5-Meter-Klasse letztmals auf dem olympischen Programm stand. In jeder Klasse wurden sieben Wettfahrten ausgetragen, wobei das schlechteste Ergebnis als Streichresultat zählte. Das Punktesystem war für Olympia geändert worden. Austragungsort der Wettbewerbe war Acapulco. Insgesamt nahmen 247 Segler aus 41 Nationen teil. Am Montag, dem 14. Oktober, begannen die Wettfahrten, eine Woche später, am 21. Oktober, wurden die Medaillen in einer abendlichen Zeremonie vergeben. Die Entscheidungen um Silber und Bronze fielen in allen Bootsklassen recht knapp aus, während sich die Olympiasieger deutlich durchsetzen konnten.
In der 5,5er-Klasse gewannen die Sundelin-Brüder aus Schweden mit 8 Punkten Gold, während Silber an das Schweizer Boot mit 32 Punkten vor Großbritannien mit 39,8 Punkten ging. An den Wettfahrten nahm auch Kronprinz Harald von Norwegen teil. In der Star-Klasse gewann der dreimalige Weltmeister Lowell North zusammen mit Peter Barrett aus den USA mit 14,4 Punkten Gold. Die norwegischen und italienischen Boote auf dem zweiten und dritten Platz trennte nur ein Punkt. Die Goldmedaille im Drachen ging ebenfalls in die USA. Im Finn-Dinghy gewann Hubert Raudaschl aus Österreich mit 53,4 Punkten hinter Walentin Mankin aus der UdSSR mit 11,7 Punkten und vor dem Italiener Fabio Albarelli die Silbermedaille. Im Flying Dutchman gewannen Rodney Pattison und Iain MacDonald-Smith aus Großbritannien mit nur 3 Punkten die Goldmedaille, nachdem sie in der ersten Wettfahrt disqualifiziert worden waren. Mit 40,7 Punkten mehr gewannen Ullrich Libor und Peter Naumann für die Bundesrepublik Silber vor dem brasilianischen Boot.

### Turnen

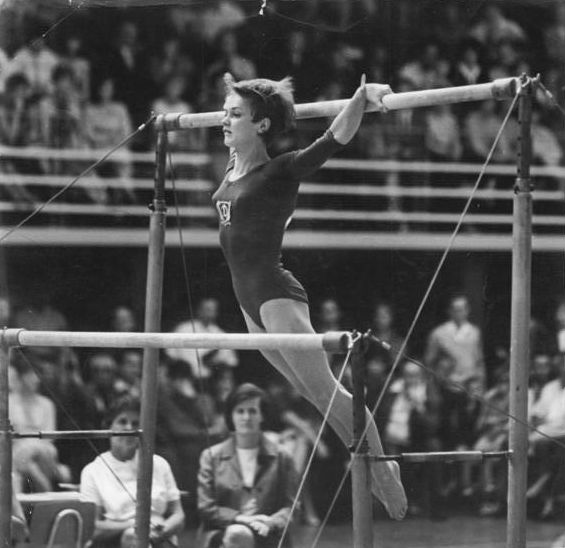
Karin Janz aus der DDR gewann Silber im Einzel am Stufenbarren und Bronze mit der Mannschaft.

Im Turnen gewann Věra Čáslavská für die Tschechoslowakei vier Gold- und zwei Silbermedaillen. Aufgrund des niedergeschlagenen Prager Frühlings genoss sie die besonderen Sympathien des Publikums. Für ihre Bodenübung wählte sie zudem einen mexikanischen Tanz als musikalische Begleitung, der beim Publikum Begeisterung auslöste. Außerdem heiratete sie vor 10.000 Menschen in der Kathedrale am Zocalo den Mittelstreckenläufer Josef Odložil. Sportlich ragte sie heraus, weil ihre vier Goldmedaillen in den Individualdisziplinen ein Meilenstein in der olympischen Geschichte waren. Vorher war dies keinem Olympioniken gelungen. Den Mannschaftswettbewerb gewannen die Turnerinnen aus der Sowjetunion vor der Tschechoslowakei. Bronze gewannen Maritta Bauerschmidt, Karin Janz, Marianne Noack, Magdalena Schmidt, Ute Starke und Erika Zuchold für die DDR. Zuchold beim Pferdsprung und Janz am Stufenbarren gewannen zudem Einzelsilber. Bei den Männern dominierten die japanischen Turner. Sie gewannen den Mannschaftswettbewerb und zudem 11 der 21 Medaillen in den Einzelwettbewerben. Akinori Nakayama gewann vier Gold- eine Silber- und eine Bronzemedaille. Michail Woronin aus der UdSSR gewann zwei Gold-, vier Silber- und eine Bronzemedaille. Im Mannschaftswettbewerb konnte die Mannschaft der DDR mit Günter Beier, Matthias Brehme, Gerhard Dietrich, Siegfried Fülle, Klaus Köste und Peter Weber Bronze hinter Japan und der UdSSR gewinnen.

### Volleyball
Volleyball war nach den Olympischen Spielen von Tokio das zweite Mal olympisch. Im Männerturnier starteten zehn Mannschaften, im Frauenturnier waren es acht. Die Qualifikation für das Männerturnier erfolgte bei der WM 1966 in Prag, wo sich die Tschechoslowakei, Rumänien, die Sowjetunion, die DDR, Japan, Polen, Bulgarien und Jugoslawien durchsetzten. Rumänien zog später die Teilnahme zurück. Hinzu kamen Brasilien und die USA, die sich bei den Panamerikanischen Spielen 1967 qualifizierten, und das Gastgeberland Mexiko. Die Qualifikation für das Frauenturnier verlief nicht wie geplant, da die Weltmeisterschaft 1967 in Japan aufgrund diskriminierender Bedingungen vom Ostblock boykottiert worden war. So traten dort nur Japan, die USA, Südkorea und Peru an, die auch für Olympia qualifiziert waren. Das Teilnehmerfeld wurde dann durch die ersten drei der Europameisterschaften Sowjetunion, Polen und die Tschechoslowakei sowie Mexiko komplettiert. Der Turniermodus war jeder gegen jeden, wobei es für einen Sieg zwei und eine Niederlage einen Punkt gab.
Im Männerturnier konnte die Mannschaft aus der Sowjetunion ihren Olympiasieg verteidigen, obwohl sie zwischen und vor den Spielen den Weltmeistertitel verlor und mehrmals gegen die DDR verloren hatte. Vor dem Spiel gegen die DDR steckte der Mannschaftsbus im Verkehr fest, die gegnerische Mannschaft verzichtete jedoch darauf, sich die zwei Punkte kampflos zuschreiben zu lassen und verlor das dann später begonnene Spiel mit 2:3. Gegen die USA, die im Kampf um den Titel keine Rolle spielten, unterlag das sowjetische Team. Silber gewann die japanische Mannschaft, Bronze ging an die Tschechoslowakei. Die Mannschaft der DDR schloss das Turnier auf dem vierten Platz ab. Bei den Frauen gewann die Sowjetunion, wobei sie alle Spiele für sich entscheiden konnte, vor Japan und Polen. Mexiko erreichte den siebten und damit vorletzten Platz vor den USA.

### Demonstrationssportarten
Bei den Olympischen Spielen 1968 wurden Tennis und Pelota als Demonstrationssportarten ausgetragen. Tennis war zuletzt 1924 in Paris olympische Sportart gewesen. 46 Spieler aus 15 Ländern traten im Einzel und Doppel an. Die Spiele fanden auf Tennisplätzen in Mexiko-Stadt und Guadalajara statt. Pelota wurde in fünf Versionen in Mexiko-Stadt und Acapulco ausgetragen. An den zwei Wochen umfassenden Wettbewerben nahmen sieben Mannschaften teil. Insgesamt konnten sich die Teams aus Mexiko, Spanien und Frankreich gegenüber denen aus Argentinien, den USA, den Philippinen und Uruguay durchsetzen.

## Herausragende Sportler
Die erfolgreichste Sportlerin der Olympischen Spiele 1968 war die tschechoslowakische Turnerin Věra Čáslavská, die vier Gold- und zwei Silbermedaillen gewinnen konnte. Hinter ihr lag der Japaner Akinori Nakayama, der ebenfalls im Turnen antrat, mit vier Gold-, einer Silber- und einer Bronzemedaille. Die meisten Medaillen konnte der sowjetische Turner Michail Woronin gewinnen, der zwei Gold-, vier Silber- und eine Bronzemedaille holte. Die jüngste Teilnehmerin war die Schwimmerin Liana Vicens aus Puerto Rico mit 11 Jahren und 327 Tagen, ältester Teilnehmer war der Schütze Roberto Soundy aus El Salvador mit 68 Jahren und 229 Tagen.
| Athlet           | Mannschaft         | Sport     | Gold | Silber | Bronze | Gesamt |
| Věra Čáslavská   | Tschechoslowakei   | Turnen    | 4    | 2      | 0      | 6      |
| Akinori Nakayama | Japan              | Turnen    | 4    | 1      | 1      | 6      |
| Charles Hickcox  | Vereinigte Staaten | Schwimmen | 3    | 1      | 0      | 4      |
| Sawao Katō       | Japan              | Turnen    | 3    | 0      | 1      | 4      |
| Debbie Meyer     | Vereinigte Staaten | Schwimmen | 3    | 0      | 0      | 3      |
| Michail Woronin  | Sowjetunion        | Turnen    | 2    | 4      | 1      | 7      |

## „Black Power“-Protest von Tommie Smith und John Carlos
Die Wahrnehmung der Olympischen Spiele von Mexiko-Stadt prägten international zu einem Großteil das Bild des Protests der beiden amerikanischen Leichtathleten Tommie Smith und John Carlos sowie die anschließende Kontroverse, während in Mexiko selbst eher die Proteste im Vorfeld der Spiele die Erinnerung dominieren. Smith hatte über die 200 Meter in Weltrekordzeit Gold gewonnen, während Carlos Bronze holte. Die Siegerehrung nutzten die beiden für ihren Protest für Menschenrechte und gegen Rassendiskriminierung. Den Weg zum Siegerpodest legten Smith und Carlos barfuß zurück, um auf die Armut Farbiger, die sich in vielen Teilen der Welt keine Schuhe leisten konnten, aufmerksam zu machen. Carlos ließ zudem seine Trainingsjacke offen, um an die Arbeiter zu erinnern, denen seiner Meinung nach die ihnen zustehende Anerkennung verweigert wurde. Während der Zeremonie zogen die beiden jeweils einen schwarzen Handschuh an. Während der amerikanischen Nationalhymne schlossen sie die Augen, senkten den Kopf und reckten die behandschuhte Hand zur Faust geballt in die Luft. Das von John Dominis geschossene Foto dieser „Black Power“-Geste wurde zu einer Ikone der Bürgerrechtsbewegung und der 1960er-Jahre im allgemeinen. Hinzu kommt, dass bei den Olympischen Spielen 1968 schwarze Sportler insgesamt selbstbewusster auftraten. So äußerten zwei kenianische Läufer in einem Interview wiederholt: „Wir sind schwarz, wir sind stolz, wir sind stark.“
Das Internationale Olympische Komitee stellte das United States Olympic Committee (USOC) nach dem Protest von Smith und Carlos vor die Wahl, die gesamte Leichtathletikmannschaft von den Spielen in Mexiko-Stadt zurückzuziehen oder nur die beiden Athleten in die USA zurückzuschicken. Das USOC entschied sich für letzteres, was die Wirkung des Protests noch verstärkte. Die Handlung der beiden Sportler wurde in den Vereinigten Staaten kontrovers aufgenommen. Während sie in der Bürgerrechtsbewegung Anerkennung fand, gab es auch viele ablehnende Stimmen. Rassisten bedrohten ihre Familien, während ihnen neben dem Ausschluss aus dem Nationalkader auch alle Fördergelder gestrichen wurden. Mit Verweis auf diese teilweise negative Rezeption der Ereignisse verzichtete John Carlos beispielsweise auch auf ein Engagement für Barack Obama bei dessen Präsidentschaftswahlkampf im Jahr 2008. Der „Black Power“-Protest bei den Olympischen Spielen von 1968 wurde zu einem Maßstab für politisches Engagement von Sportlern. Er wurde erneut 2008 im Vorfeld der Olympischen Sommerspiele 2008 in Peking verstärkt diskutiert, als Sportlern mit Verweis auf die Regeln des IOC Proteste und das Tragen von Protestslogans untersagt wurden.

## Doping
Bei den Olympischen Spielen 1964 in Tokio arbeitete erstmals eine vom IOC eingesetzte Medizinische Kommission, die von Arthur Porritt geleitet wurde. Zudem hatte das IOC den Gebrauch von Doping im Vorfeld dieser Spiele verurteilt und Sanktionen angedroht. Auf der 66. IOC-Session, die 1967 in Teheran stattfand, beschlossen die IOC-Mitglieder, dass sowohl bei den Olympischen Winterspielen 1968 in Grenoble als auch bei den Olympischen Spielen in Mexiko-Stadt Dopingtests durchgeführt werden sollten. Als Grundlage diente eine 1966 erstellte Liste von Dopingmitteln, die Alkohol, Kokain, Opiate, Cannabis, Vasodilatoren, Amphetamine und Ephedrine umfasste. Zudem verurteilte das IOC Anabolika als Dopingmittel, jedoch bestanden zum Zeitpunkt der Olympischen Spiele noch keine Testverfahren zu deren Nachweis.
Die Auswirkungen der Höhe auf den Organismus vergrößerten die Gefahren, die vom Doping ausgingen, weshalb sich Sportmediziner verstärkt diesem Thema zuwandten. So wurden vermehrt Tests durchgeführt, die etwa 1965 in der belgischen Radsportliga ergaben, dass 25 Prozent der belgischen Fahrer und sogar 36 Prozent der ausländischen mit Amphetaminen gedopt waren. Während der zweiten Internationalen Sportwoche in Mexiko-Stadt 1966 führte die Medizinische Kommission der UCI mit der Internationalen Föderation für Sportmedizin Untersuchungen durch, die höhere Risiken von Doping in Höhenlagen und bei starker Hitze belegten.
In Mexiko-Stadt wurde in Zusammenarbeit mit dem neuen Vorsitzenden der Medizinischen Kommission des IOC, Prinz de Merode, das Dopingkontrolllabor „Centrol Quimico“ auf dem Gelände der Universität eingerichtet. Der Präsident der Mexikanischen Föderation für Sportmedizin, Gilberto Bolanos Cacho, und das spätere mexikanische IOC-Mitglied Eduardo Hay unterstützten in hohem Maße die Einführung der Tests. Nachdem die Zahl der Dopingsünder bereits zur dritten Internationalen Sportwoche rapide gesunken war, verschwanden sie zu den Olympischen Spielen fast vollkommen. Bei 667 durchgeführten Tests wurde lediglich dem schwedischen Modernen Fünfkämpfer Hans-Gunnar Liljenwall Alkoholkonsum vor der Disziplin Schießen nachgewiesen, weshalb der schwedischen Mannschaft die Bronzemedaille aberkannt wurde. Es steht aber zu vermuten, dass die tatsächliche Zahl von gedopten Athleten deutlich größer war, was zum einen im System des Staatsdopings begründet liegt und daran, dass etwa Anabolika gar nicht nachgewiesen werden konnten.
1968 wurden zudem erstmals Geschlechtskontrollen bei weiblichen Athleten durchgeführt, um die Teilnahme von Hermaphroditen an Frauenwettbewerben zu verhindern. Dies hatte das IOC bereits 1964 angeregt. 1966 bei den Leichtathletik-Europameisterschaften ließ die IAAF erstmals solche Tests durchführen, 1967 beschloss das IOC sie dann für die Olympischen Spiele. In Mexiko-Stadt ließen die meisten Sportverbände Doping- und Geschlechtskontrollen zentralisiert durchführen, nur der Schwimmverband verweigerte sich vollständig.

## Berichterstattung
Der Pressechef der Olympischen Spiele 1968 war Rafael Solana. Insgesamt waren 2249 Journalisten akkreditiert, von denen 835 für die Presse und 385 für Nachrichtenagenturen arbeiteten. Für das Fernsehen waren 845 tätig, wobei diese Zahl auch Techniker umfasst. Die Rechte für die Fernsehübertragungen wurden für 9,75 Millionen Dollar verkauft. Der amerikanische Sender ABC zahlte davon allein 4,5 Millionen. Die Fernsehverbünde OTI für Lateinamerika, Spanien und Portugal und die EBU zahlten jeweils 2,5 Millionen und eine Million. Die Rechte für Japan wurden ebenfalls für den Betrag von einer Million Dollar verkauft. Alle 23 Sportstätten verfügten über ein eigenes Pressezentrum mit jeweils einem Fotolabor, einer Interviewzone und Plätzen für nationale und internationale Journalisten. Insgesamt waren 237 Fernseh- und 390 Radioplätze an den Sportstätten verfügbar. 1968 wurden die Olympischen Spiele erstmals in Farbe übertragen. Die Übertragungen hatten wie während des gesamten Kalten Krieges auch eine politische Funktion. So hatten Fernsehübertragungen des Sieges der tschechoslowakischen Mannschaft im Basketball über die UdSSR und der Erfolge von Věra Čáslavská den Effekt der Stärkung nationalen Selbstbewusstseins in der Tschechoslowakei nach der Niederschlagung des Prager Frühlings. Der mexikanische Schwimmer und Filmemacher Alberto Isaac drehte die vierstündige Kino-Dokumentation Olimpiada en México, die 1970 für einen Oscar nominiert wurde.